# Kínai irodalom
A kínai irodalom (hagyományos kínai: 中國文學; egyszerűsített kínai: 中国文学; pinjin (pinyin): Zhōngguó wénxué; magyar népszerű: Csung-kuo ven-hszüe) a világ legrégebbi folyamatosan, máig fennmaradt irodalma. Jóllehet a kínai írásbeliség első emlékei az i. e. 2. évezredre nyúlnak vissza, az első kínai nyelvű epikus szórványok csak az i. e. 1. évezredből származnak.

## Kezdetek
Az első kínai írásos emlékek az i. e. 2. évezredből, a Sang (Shang)-Jin (Yin)-dinasztia idejéből származnak. Ezek az úgy nevezett jóslócsontok (csia-ku-ven (jiaguwen) 甲骨文). A teknősök hasi páncéljára, vagy patás állatok lapockacsontjaira vésett ábrák jól lehet a kínai írásbeliség első emlékei, mégsem tekinthetők irodalmi alkotásoknak, mert ahhoz mind tartalmilag, mind pedig a céljukat tekintve túl prózaiak.
Hasonló a helyzet a Csou (Zhou)-kori szertartási célokra használt, áldozati bronzedények felirataival is, melyeket „bronzfeliratoknak” (csin-ven (jinwen) 金文) neveznek. Ezeket a szertartási bronzedényeket a király egy-egy hivatallal együtt ajándékozta, mintegy a hivatalba emelés bizonyságaként. A bronzedények feliratai az ajándékozás tényét rögzítik, olykor pedig néhány jó tanácsot is tartalmaznak a megajándékozott kinevezése alkalmából. A kínai irodalom magyar kutatója, Tőkei Ferenc szerint: „A bürokratizmus eme termékeiben hiába keressük az epikus költészet csíráit, a kínai feliratokból szükségképpen nem fejlődhetett ki az epigramma, hiszen nem valódi hősök dicsőségét, legfeljebb a hivatalnokok és megbízójuk nagyságát hirdetik.”

## Zhou-kori irodalom

### Az epikus irodalom kezdetei
A primitív epikus költészet első emlékeit a konfucianizmus szent könyveinek egyike, az Írások Könyve őrizte meg, melynek néhány fejezete feltételezhetően az i. e. 1. évezredből is származhat. A hiteles fejezetek közül különösen azok érdemelnek figyelmet, amelyek a mitikus idők alakjaival foglalkoznak. A Csou (Zhou)-korra vonatkozó fejezetek már sokkal prózaibbak és inkább a filozófia területére tartoznak. A kor epikáját Tőkei Ferenc a következőképpen értékelte: „...egy valójában rendkívül prózai valóság hősinek, nagynak ábrázolás, amely természetes formában, a katalógus primitív műfajában lehetséges, amelynek egyetlen költői értéke az erősen hangsúlyozott monoton ritmus, amely az előadás alkalmával a hallgatóban valóban a nagyság, emelkedettség érzetét keltheti.”

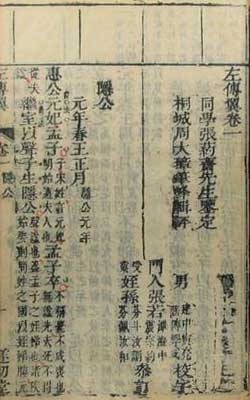
A Co csuan (Zuo zhuan) egy késői kiadása

A kínai epika első alkotásai közül a legjelentősebb a Mu király története (Mu tien-ce csuan (Mu tianzi zhuan)), amely jelenlegi formájában a Csou (Zhou)-kor második feléből származik. A katalógus műfajú alkotás Múnak, a Csou (Zhou)-ház egyik királyának az utazásait beszéli el, amelynek során az uralkodó fogadja a különböző vidékek lakóinak hódolatát és beszedi az adóikat. A mű befejezésében megismerkedik egy szépséges fiatal lánnyal, akit feleségül vesz, de nem sokkal rá a fiatalasszony megbetegszik és meghal. Mu király pompás temetést rendez hitvesének, majd ismét útra kel, de bánatában immár parányinak érzi birodalma nagyságát. Tőkei Ferenc a következőképpen ötvözi a mű irodalmi értékét: „Az egyébként ugyancsak rendkívül száraz, unalmas művet ez a befejezés viszi el a költészet közvetlen szomszédságába.”
Feltehetően a korai epikus katalógus formából fejlődött ki a Csou (Zhou)-kori krónika-irodalom, melyek közül a két legnevezetesebb a Bambusz-évkönyvek és a Tavasz és Ősz címet viselő krónika, amelynek a szerzőségét a hagyomány Konfuciusznak tulajdonítja. Ez utóbbi műnek a kommentálására még a Csou (Zhou)-kor folyamán három kommentár (csuan (zhuan)) is született: a Kung-jang (Gongyang) kommentárja (Kung-jang csuan (Gongyang zhuan)), Kun-liang (Guliang) kommentárja (Ku-liang csuan (Guliang zhuan)) és a Co Csiu-ming (Zuo Qiuming) kommentárja (Co Csiu-ming csuan (Zuo Qiuming zhuan) vagy rövidebb nevén: Co csuan (Zuo zhuan)). Mindhárom kommentár bekerült a konfucianizmus klasszikus könyvei közé. Az első kettő az i. e. 3. században keletkezhetett és majd teljes terjedelmükben rituális jellegű szöveget tartalmaznak. Velük szemben a Co csuan (Zuo zhuan) alighanem már az i. e. 4. században elkészült, és rendkívül nagy számú értékes történelmi adatot, filozófiai tézist és jól megírt anekdotát tartalmaz. Tőkei szerint: „Ismeretlen szerzője a Csou (Zhou)-kori Kína valóságos enciklopédiáját teremtette meg, s műve szorosabban vett irodalmi szempontból is jelentős: kristálytiszta stílusa a klasszikus kínai próza mintaképe lett.”

### Filozófiai művek
A kínai filozófia legelső alkotása a Változások Könyve, amely ma ismert formájában feltehetően jóval későbbi, de bizonyos részeiben akár az i. e. első évezredből származó részleteket is tartalmazhat. A tulajdonképpeni jóskönyv filozófiai értékét többek között az adja, hogy ebben fordul elő elsőként a kínai gondolkodást, világszemléletet a későbbiekben jelentősen meghatározó jin-jang (yin-yang) korrelatív szópár, amely terminus eredetileg a hegy északi, illetve déli oldalát jelentette, de a Ji king (Yi jing)ben már a világ minden jelenségének két ellentétes pólusaként szerepel.

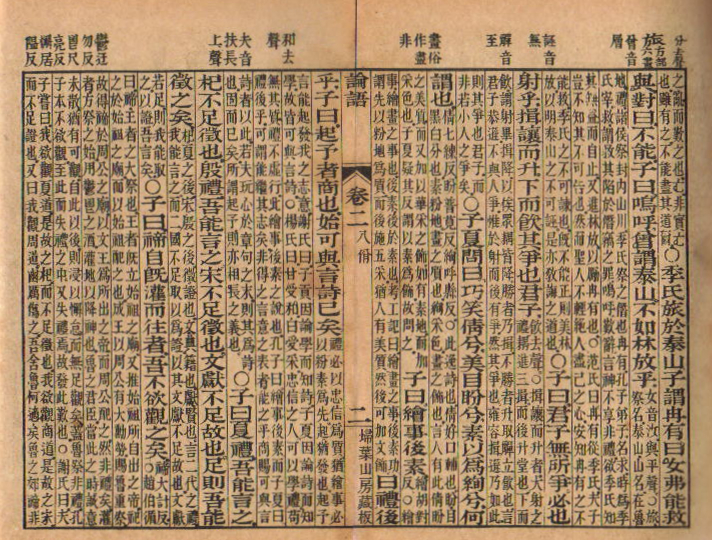
Konfuciusz Beszélgetések és mondások című műve

Az első név szerint ismert filozófus, egyben az ókori Kína legnagyobb hatású gondolkodója Kung-ce (Kongzi), vagy latinos nevén Konfuciusz (i. e. 551 – i. e. 479) volt. Ő maga ugyan semmit sem írt, de mondásait halála után a tanítványai jegyezték fel dialógusok formájában. Ez a mű a Beszélgetések és mondások címet viseli, és Konfuciusz tanításának egyetlen megbízható forrása.
A későbbi konfucianizmus kanonikus műveivé azonban két másik könyv lett. Az egyik A nagy tanítás, a másik A közép mozdulatlansága (Csung jung (Zhong yong)). Ezek a kisebb írások a Han-korban összeállított Szertartások feljegyzései című gyűjteményben maradtak fenn. Mindkettőt Konfuciusz követői írták, kerekebben és tetszetősebben foglalva össze bennük Konfuciusz erkölcsi tanait.
Az i. e. 5. század végének kiemelkedő gondolkodója Mo Ti (Mo Di), akinek tantételeit ugyancsak a követői gyűjtötték össze a Mo-ce (Mozi) című műben. Életéről szinte semmit sem tudunk, de tanításainak jelentősége abban áll, hogy szembe fordult a patriarkális szertartásokkal, s ezzel Konfuciusz tanait támadta. Az általános szeretet eszméjével a fejedelemségek egységesítésének eszményét vázolta fel.
Igen korán megjelenhetett, de hivatalos ideológiává sohasem emelkedett a konfucianizmus egy másik nagy riválisa, a taoizmus. Az i. e. 4. vagy 3. században keletkezhetett a legendás Lao Tan (Lao Dan) vagyis Lao-ce (Laozi) műve, Az Út és Erény könyve (Tao tö king (Dao de jing)). A 81 fejezetre tagolt filozófia költemény egészen a legutóbbi korokig óriási hatást gyakorolt a kínai filozófia és irodalom történetére.

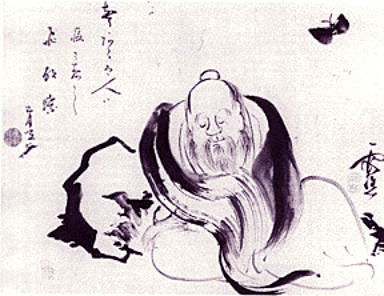
Csuang-ce (Zhuangzi) híres pillangó-álma

A taoizmus szellemiségének jegyében íródott a Csuang-ce (Zhuangzi) című mű is, amely a Csou (Zhou)-kori filozófia irodalmilag is legértékesebb alkotása. Megszámlálhatatlan szellemes hasonlatot tartalmaz Lao-ce (Laozi) gondolatainak szemléltetésére és alaposabb kifejtésére. Tőkei szerint: „A hasonlat az ókori kínai irodalom egyetlen igazán sikerült epikus műfaja.”
Még két ókori kínai taoista szellemiségű művet érdemes megemlíteni az ókorból, az egyik a Lie-ce (Liezi), a másik a Ven-ce (Wenzi). Mindkét mű már mind filozófiailag, mind pedig művészileg is egyenetlenebb színvonalat képvisel. Szerzőikről szinte semmit sem tudunk, a művek feltehetően csak az időszámításunk kezdete utáni századokból származnak, annak ellenére, hogy a hagyomány jóval régebbinek tekinti azokat.
A konfuciánus iskolát az i. e. 4. század második felében már csak egyetlen kiemelkedő filozófus képviselte: Meng-ce (Mengzi) (latinos nevén: Menciusz), akinek a nevét viselő műve, a Meng-ce (Mengzi) csorbítatlanul és átdolgozások nélkül maradt fenn. Szemben Konfuciusszal ő már nem csak szentenciákat nyilatkoztat ki, hanem kiváló vitatkozó lévén törekszik a hallgatóság meggyőzésére is.
A következő században élt és tanított a konfucianizmus legnagyobb filozófusa, Hszün-ce (Xunzi), akinek bölcselete már messze túlmutat a konfucianizmuson. A nevét viselő művében a konfucianizmustól eltérően azt hirdette, hogy az Ég is csak a természet része, amelynek jelenségei a természettörvényt követik, s így az emberek életére nincs semmilyen hatással. Ő az, aki előkészíti a korszak leghaladóbb ideológiai mozgalmát és irányzatát, az úgy nevezett legizmust (fa-csia (fajia)), amely az emberi törvényalkotást állítja a patriarkális kapcsolatok és erkölcsi normák helyére.
A legista szövegek korai képviselői igen rossz állapotban maradtak fenn, így korukat is problémás pontosan meghatározni. Az egyik legjelentősebb a Sang-ce (Shangzi) vagy Sang-csün su (Shangjun shu), melynek keletkezését a hagyomány az i. e. 4. század második felére helyezi. A mű maga a Csin (Qin)-fejedelemség törvényeit és kegyetlen büntetéseit tárgyalja. A másik jelentős legista mű a Jin Ven-ce (Yin Wenzi), amely elsősorban gazdasági kérdésekkel foglalkozik. Megjegyzendő, hogy a kínai hadtudományos irodalom első kiemelkedő alkotásai is legista szellemben íródtak, melyek közül a hagyomány szerint az első, de mindenképpen a legjelentősebb és legnagyobb hatású Szun-ce (Sunzi) műve, A háború művészete.
A legnagyobb és legjelentősebb legista filozófus Han Fej-ce (Han Feizi) (kb. i. e. 280-233), aki Hszün-ce (Xunzi) tanítványa volt. Nevét viselő művében kifejti, hogy a világban működő természettörvénynek az emberi társadalomban meglévő párhuzama a törvényhozás.

### A líra felemelkedése

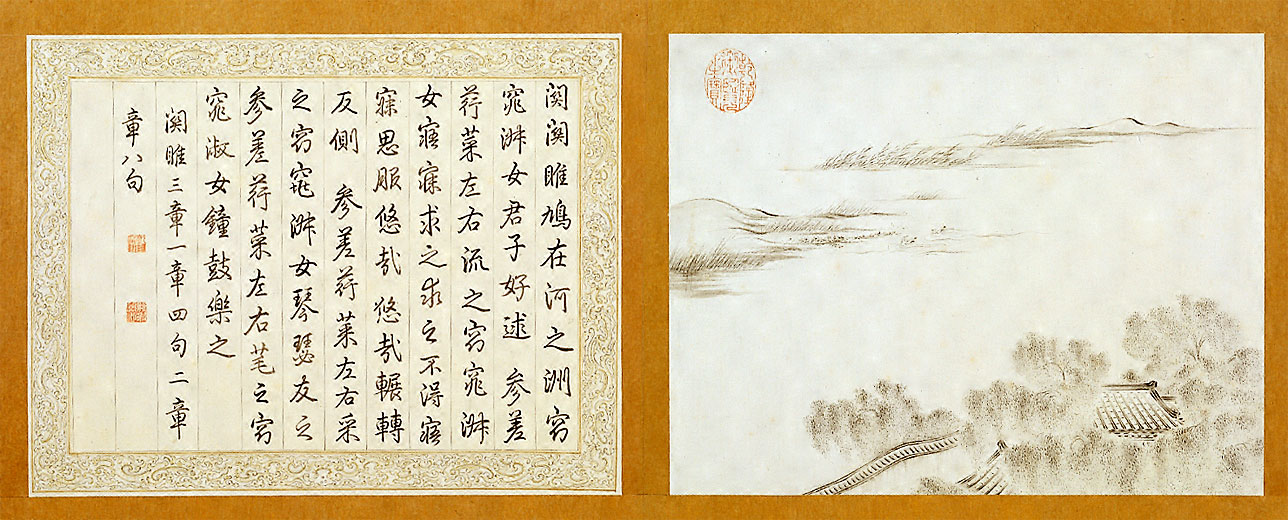
A Dalok könyvének első verse Csien-lung kínai császár (Qianlong) kézírásában, festménnyel illusztrálva

A korszak első nagy lírai gyűjteménye a Dalok könyve, amely igen hamar a konfucianizmus egyik szent könyvévé vált. A hagyomány szerint maga Konfuciusz állította össze. Ránk maradt formájában az i. e. 2. századból származik, de a versek jó része bizonyíthatóan az i. e. 10-6. században keletkeztek. A 305 versnek egy része népdal, másik része népi tárgyú műdal, dicsőítő ének, himnusz, óda, elégia stb. Valamennyit szertartások alkalmával adták elő, többnyire kórus énekelhette őket a táncok kíséreteképpen. A hagyományos felosztás a verseket négy csoportba osztja: 1. A fejedelemségek dalai (Kuo feng (Guo feng)); 2. Kis ünnepi énekek (Hsziao fa (Xiao fa)); 3. Nagy ünnepi énekek (Ta ja (Da ya)); 4. Himnuszok (Szung (Song)). A Dalok könyvének versei csaknem kizárólag négyszótagos sorokban íródtak, alighanem a táncmozdulatok szabályossága miatt. Ez a versforma a si (shi).

A személyes hangvételű líra csak a Csou (Zhou)-kor végén jelenik meg. Első legnagyobb képviselője, és egyben a kínai költészet és az egész kínai irodalom legnagyobb költője Csü Jüan (Qu Yuan) (i. e. 340-278). Művei a Han-korban összeállított Csu (Csu) elégiái (Csu ce (Chu ci)) című gyűjteményben maradtak fenn. A Kilenc dal (Csiu ko (Jiu ge)) című ciklus tizenegy darabja egy-egy Csu (Chu) népköltészetből kölcsönzött sámánéneken alapszik, amelyekkel eredetileg isteneket, istennőket idéztek meg a varázslók. Csü Jüan (Qu Yuan) fő műve a Száműzetés (Li szao (Li sao)) című monumentális költemény. Egyéb művei közül meg kell még említeni az Égi kérdések című filozófiai költeményt, amelynek minden sora egy-egy válasz nélkül hagyott kérdés a világegyetem, a mitológia és a legendás történelmi korszakok köréből. Valószínűleg egyik tanítványa, Szung Jü (Song Yu) írta, bár Csü Jüan (Qu Yuan)nak tulajdonítják A lélek idézése (Csao hun (Zhao hun)) című költeményt, amely a varázsló énekek modorában egy mesés tájakon bolyongó lelket idéz vissza a földre. Csü Jüan (Qu Yuan) költészete zömében hétszótagos sorokból építkező, dalszerű versformából áll. Verselésével egy új, szabadabb ritmusú verselést teremtett, amely később a fu nevet kapta, s a kínai költészet egyik legfontosabb versformájává lett. Későbbi, még kötetlenebb formáját a kínai hagyomány már csak ritmikus prózának tekinti.

## Han-kori irodalom
Mivel a Kínát a történelem során első ízben egyesítő Csin Si Huang-ti (Qin Shi Huangdi) elégettette a klasszikus könyveket, a konfuciánus tudósok a Csin-dinasztia (Qin-dinasztia) bukását követően rögtön nekiláttak a kármentésnek: felkutatták a régi konfuciánus könyveket, és néha csak az idősebbek emlékezetére támaszkodva nekiláttak azok rekonstruálásának. Némelyik szöveg csak szerény részleteiben maradt fenn, vagy épp teljesen elveszett: ezeket vagy kiegészítették, vagy egészen egyszerűen újraírták. Ez az oka, hogy az igazán hiteles, Csou (Zhou)-kori szövegek száma nagyon kevés.
Vu császár (Wu-császár) i. e. 136-ban egy konfuciánus kollégiumot létesített, amelynek feladata a klasszikus szövegek gondozása és kommentálása volt. I. e. 125-ben elrendelte, hogy valamennyi állami hivatal betöltéséhez legalább egy klasszikus kínai könyv ismeretéről számot kell adni. Ez a rendelete vetette meg az alapját annak az államvizsga-rendszernek, amely Kína egész története során fennmaradt.
A klasszikus szövegek rekonstrukcióját nagyban megnehezítette, hogy a Csin-dinasztia (Qin-dinasztia) idején megreformálták a Csou (Zhou)-kori írást, így a szövegek helyreállítása már a hivatalos, új írással történt. Egyes írástudók azonban a Csou (Zhou)-kori írásra támaszkodva, a hivatalos interpretációktól eltérő értelmezéseket javasoltak. Ez eredményezte aztán az „új” és „régi szövegek” (csin-ven (jinwen) 今文) és (ku-ven (guwen) 古文) híveinek filológiai vitáját.

### A filozófia és a történetírás

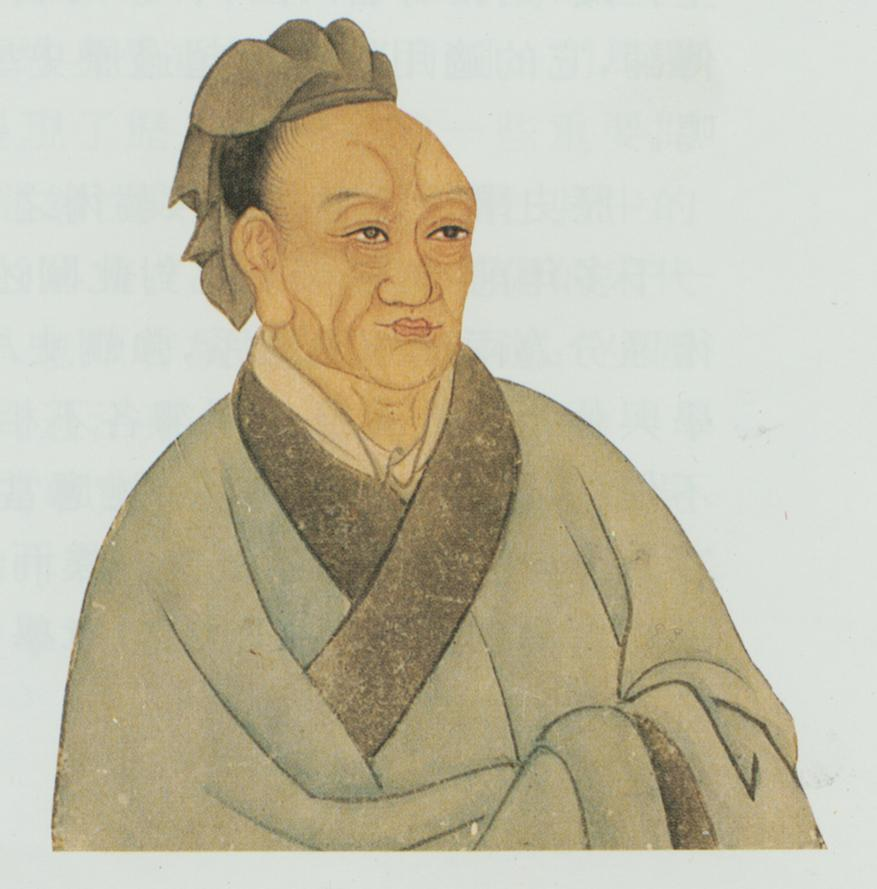
Sze-ma Csien (Sima Qian) portréja

A Han-kori konfuciánus filozófusok közül kiemelkedik Tung Csung-su (Dong Zhongshu) (i. e. 179-104), aki műveiben az új korhoz alkalmazkodva fejti ki az uralkodó és a nép viszonyának alapvető elveit. Más korabeli filozófusok műveiben pedig a konfucianizmus összefonódik a misztikus taoizmussal. Ide sorolható például Csia Ji (Jia Yi) (i. e. 200–169), akinek Hszin-su (Xinshu) című műve irodalmi szempontból is kiemelkedő alkotás. Ugyancsak a széppróza egyik remekműve Liu An (i. e. 179–122) Huaj-nan-ce (Huainanzi) című műve is. Ebben a korszakban élt és alkotott a kínai filozófiatörténet egyik legnagyobb alakja is: Van Csung (Wang Zhong) (i. sz. 27–100), akinek hatalmas műve a Mérlegelések (Lun heng), Tőkei szerint „a kor tudományos ismereteinek materialista általánosításának értékes tárháza”.
A Han-korban születik meg a sajátos kínai „nagy epika”: a történetírás is. A műfaj első nagy művét, A történetíró feljegyzéseit (Si csi (Shi ji)) Sze-ma Csien (Sima Qian) (kb. i. e. 145-86) írta meg, apja, Sze-ma Tan (Sima Dan) munkáját folytatva. Kína történetét a mitikus kezdetektől saját koráig öleli fel, roppant számú és felbecsülhetetlen értékű adattal, történettel és vélekedéssel Kína és Kelet-Ázsia korai történetére vonatkozóan. Sze-ma Csien (Sima Qian) műve vált a mintájává régi Kína történelmében végig fennmaradt hivatalos történeti műveknek. Ekkortól kezdve valamennyi új dinasztia történetírói mindig megírták az éppen letűnt, elbukott dinasztia történetét. Az első ilyen dinasztikus történetet a Kései Han-dinasztia idején írta meg Pan Ku (Ban Gu) (i. sz. 32–92) A Han-dinasztia története címmel.

### A líra válsága és fellendülése
A korszak korai lírájának hanyatlásáról csak Csü Jüan (Qu Yuan) költészetéhez mérten beszélhetünk. Tőkei szerint: „iskolája és a belőle kisarjadó fu-költészet óhatatlanul elégikus leíró költészetté satnyul, amelyben Csü Jüan (Qu Yuan) súlyos tartalmakat hordozó dekorativitása öncélú költői játékká válik, fantasztikus képalkotása taoista misztikává, elégiájának harcossága pedig beletörődéssé, az eszményről lemondássá.” Mindez persze korántsem jelenti azt, hogy a fu-költészet kiüresedett volna, hiszen a Han-kor első felének elégikus szabad verseit a színpompás leírások, érdekes gondolatok, választékos és rendkívül gazdag nyelvezet jellemzi. A korszak legkiválóbb lírikusa éppen Csü Jüan (Qu Yuan) tanítványa, Szung Jü (Song Yu) (i. e. 3. század) volt, de híres fukat írt még, a már filozófusként említett Csia Ji (Jia Yi) is. A fu legünnepeltebb korabeli mestere Sze-ma Hszian-zsu (Sima Xiangru) (i. e. 179-117) volt. Ekkortól kezdve a fu hosszú évszázadokig leíró költemény maradt. A Han-kor második felének kiemelkedő költői: Csang Heng (Zhang Heng) (i. sz. 78-139) és Co Sze (Zuo Si) (250–305), akik neves városok dicséretét énekelték meg, részletező és választékos leírásokban. Kortársai és az utókor is nagyra becsülte az alig több mint húsz esztendősen elhunyt Vang Jen-sou (Wang Yanshou)t (kb. 118–138), akinek ma mindössze három fu-verse ismert.

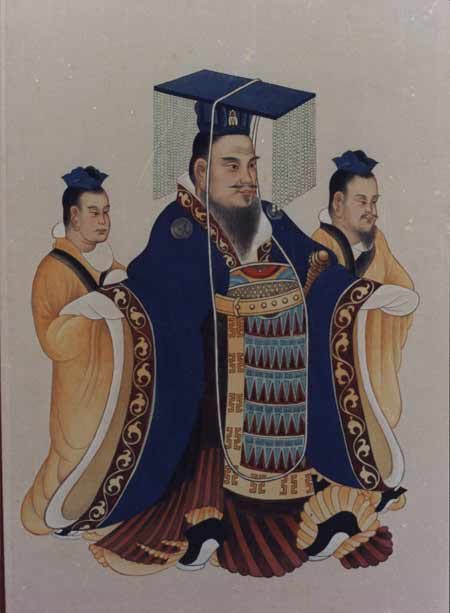
Vu (Wu) császár (i. e. 156-87) a "Zenei Hivatal" (Jüe-fu (Yuefu)) megalapítója

A Han-korban a lírának új és kimeríthetetlen forrás nyílt a népköltészet térhódításával. A dinasztia nagy formátumú uralkodója, Vu császár (Wu császár), aki maga is költő volt létrehozta a „Zenepalota” vagy „Zenei Hivatal” (Jüe-fu (Yuefu)) elnevezésű intézményt, amelynek feladata a népköltési termékek összegyűjtése, feljegyzése, valamint népies költemények írása volt. A császár ezen intézkedésével akarta megalkotni a saját korának Dalok könyvét. Az intézmény munkásságának jelentősége azonban jóval túlmutat ezen, hiszen a kínai líra egyik korszakalkotó művét a Jüe-fu (Yuefu) című versgyűjteményt hozta létre. A gyűjtemény egyes darabjai kötetlen balladák, ám még a Han-korban uralkodóvá válik a gyűjteményben található ötszótagos sorokból álló verselés. Ettől fogva a Jüe-fu (Yuefu) darabjainak modorában írt versek, a jüe-fu (yuefu)k leginkább ötszótagos sorokban íródtak, s ez a forma egészen a Tang-korig a kínai líra központi jelentőségű versformájává lett. A Tang-korban majd ezt a verselést nevezik „régi verselésnek” (ku-si (gushi)), amellyel az akkor megszülető „modern verselést” állítják szembe. Jól lehet az ötszótagos verselés első név szerint ismert költője Mej Seng (Mei Sheng) (? – i. e. 140) volt, a forma elterjedése csak a Han-kor végén történt meg.
A Han-kor vége, az úgy nevezett Csien-an (Jian'an)-korszak (196-219) a kínai líra nagy fellendülését hozta meg. Ekkora tehető, hogy Cao Cao (155-220) más hadvezérekkel és főhivatalnokokkal együtt a császári hatalom megvédéséért harcolt, de a népfelkelés leverői azután fegyvereikkel egymás ellen fordultak a hatalom megszerzéséért törekedve. A küzdelem végén Cao Cao az egykori Han-dinasztia területén rendezkedhetett be, és császári pompával 204-ben Je (Ye) városban (a mai Honan (Henan) tartományban) alapította meg fővárosát, dinasztiájának és államának pedig a Vej (Wei) nevet adta. Ekkor szakad három részre az ország. A Vej (Wei)-dinasztia mellett északnyugaton Su (Shu), délen pedig Vu (Wu) államok rendezkedtek be. Cao Cao történelmi megítélése koronként változott, legalább olyan vitatott személyiség mint az i. e. 221-ben Kínát első ízben egyesítő Csin Si Huang-ti (Qin Shi Huangdi). Cao Cao véres csatái szünetében maga is bánatos költeményeket írt csiszolt, elegáns modorban. Kora legkiválóbb művészeit gyűjtötte maga köré udvarába, bőkezű mecénásnak bizonyult.
Cao Pi (187-226), Cao Cao idősebbik fia a kormányzásban és a költészetben is egyaránt apja művének egyenes folytatója. Apja halálát követően 220-ban Vej Ven-ti (Wei Wendi) néven foglalja el helyét a trónon, még azon az áron is, hogy öccsével összetűzésbe kerül, száműzteti őt barátaival együtt, akik közül néhányat ki is végeztet. Verseiben a társadalmi egyenlőtlenségeket panaszolja fel igazi, érett művész hangján, de méltán híresek szerelmi ihletettségű, az elválás, az egymástól elszakított szerelmesek, hitvestársak fájdalmát megéneklő dalai is.
Cao Cse (Cao Zhi) (192-232) Cao Cao kisebbik fia, Cao Pi testvéröccse. A család e három férfi tagjának költői talentumára hivatkozva az utókor őket gyakorta a „Három Cao” (Szan Cao (San Cao)) néven emlegeti, bár hármójuk közül a legnagyobb tehetséggel vitathatatlanul Cao Cse (Cao Zhi) rendelkezett. Cao Cse (Cao Zhi) igazán kiemelkedő művésszé érett, a kínai költészet időrendben második legnagyobb alakja, az utókor Csü Jüan (Qu Yuan) életművének nagy örökösének tartja.

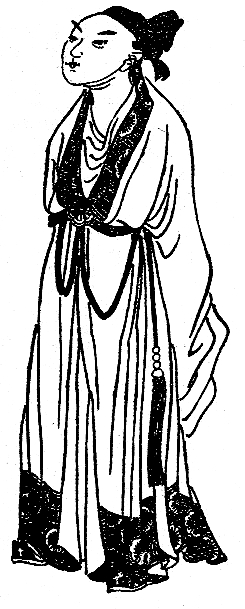
Cao Cse (Cao Zhi) (192-232)

Ebben a rövid időszakban olyan költői iskola születik, amely amellett, hogy a kor népköltészetéből táplálkozik, magában hordozza és megújítja az előző korok költői hagyományát is. Így a korábbi évszázadok lírájától merőben más, új tartalmat hordozó költészet születik meg, amely az egész középkori kínai líra alapjává válik. A korszak legnagyobb költőit a „Csien-an (Jian’an-kor) hét mestere” néven szokás emlegetni. Az általuk képviselt iskola emelte a magas költészet rangjára a jüe-fu (yuefu) típusú népköltészetet. Az egykori népdalok fájdalmas hangja érzékletesen és megrendítően képes megeleveníteni a korszak reményvesztettségbe süllyedt költőinek érzéseit.
Csen Lin (Chen Lin) (160?-217) császárpárti hivatalából előbb Cao Cao ellenfele majd szövetségese lett. Költőbarátai körében is nagy elismerést vívott ki verseivel. A népdal-jellegű költészet egyik legnagyobb mestere.
Hszü Kan (Xu Gan) (171-217) filozófusként, íróként és költőként egyaránt ismertséget szerzett nevének. Keményen ostorozta az állami ellenőrzést megkerülő kiskirályokat, maga azonban betegségére hivatkozva sohasem vállalt hivatalt. Szintén jól ismerte a népdal társadalmi töltését, és bravúrosan használta a jüe-fu (yuefu) versformát. Konfuciánus filozófusként a rend és a trónörökös, Cao Pi feltétel nélküli híve volt.
Jing Jang (Ying Yang) (190 előtt–217) szintén Cao Cao kíséretéhez tartozott, o is leginkább értekezéseivel tűnt ki. Cao Pi irodalomelméleti művéhez Xu Gan filozófiájával karöltve nagyban hozzájárult a Tanulmány az irodalom lényegéről (Ven-cse lun (Wenzhi lun)) című írásával. Alig fiatalabb, de óvatosabb politizálása miatt jóval hosszabb életű öccse, Jing Csü (Ying Ju) (190-252) nem tartozott a szoros értelemben vett „hetekhez”, de költőként szintén ismertséget szerzett. Egyetlen fennmaradt verse, amely az Egyetlen a száz között (Paj-ji si (Baiyi shi)) címet viseli szatirikus élű társadalombírálatának köszönhetően olyannyira népszerűvé vált, hogy több kötetre való, későbbi vers őspéldájává lett.
Kung Zsung (Kong Rong) (153-208) a héttagú társaság szintén jeles tagja. A Han-kor végének jelentős írástudója, Konfuciusz leszármazottja. Tragikus véget ért, szembe került az uralkodóval, és Cao Cao majd tíz esztendővel társai előtt, feleségével együtt kivégeztette. Noha a hagyomány úgy tartja, hogy a hét tagból álló költőcsoport egyik jelentős alakja volt, ám ezt, korai halálára hivatkozva sokan megkérdőjelezik. Verse mindössze 7 maradt fenn, prózaíróként sokkal jelentősebb.
Liu Csen (Liu Zhen) (? -217) művészetét szintén nagyra becsülték kortársai, de 15 fennmaradt verséből az utókor is joggal dicsérheti irodalmi nagyságát.
Zsuan Jü (Ruan Yu) (? – 212) költőként nem oly jelentős, mint társai. Egyik legkiválóbb verse a Kihajtatok épp az Északi Kapun (Csia csu pej-kuo-men hszing (Jia chu beiguomen xing)). Fia, Zsuan Csi (Ruan Ji) (210-263) apjánál nevesebb költővé válik, és a következő korszak idején megalakuló „Bambuszliget” költői társaság ünnepelt művésze.
Vang Can (Wang Can) (177-217) a baráti társaság és a kor egyik legnagyobb, legjelentősebb költője, az utókor nevét Cao Cse (Cao Zhi)vel együtt szokta emlegetni. Egy előkelő Han-kori hivatalnok fiaként látta meg a napvilágot. Vang Can (Wang Can) költészete legfájdalmasabb kifejezője a kor nyomorúságának, az egyre jobban testet öltő, kezdődő anarchia okozta szenvedéseknek.

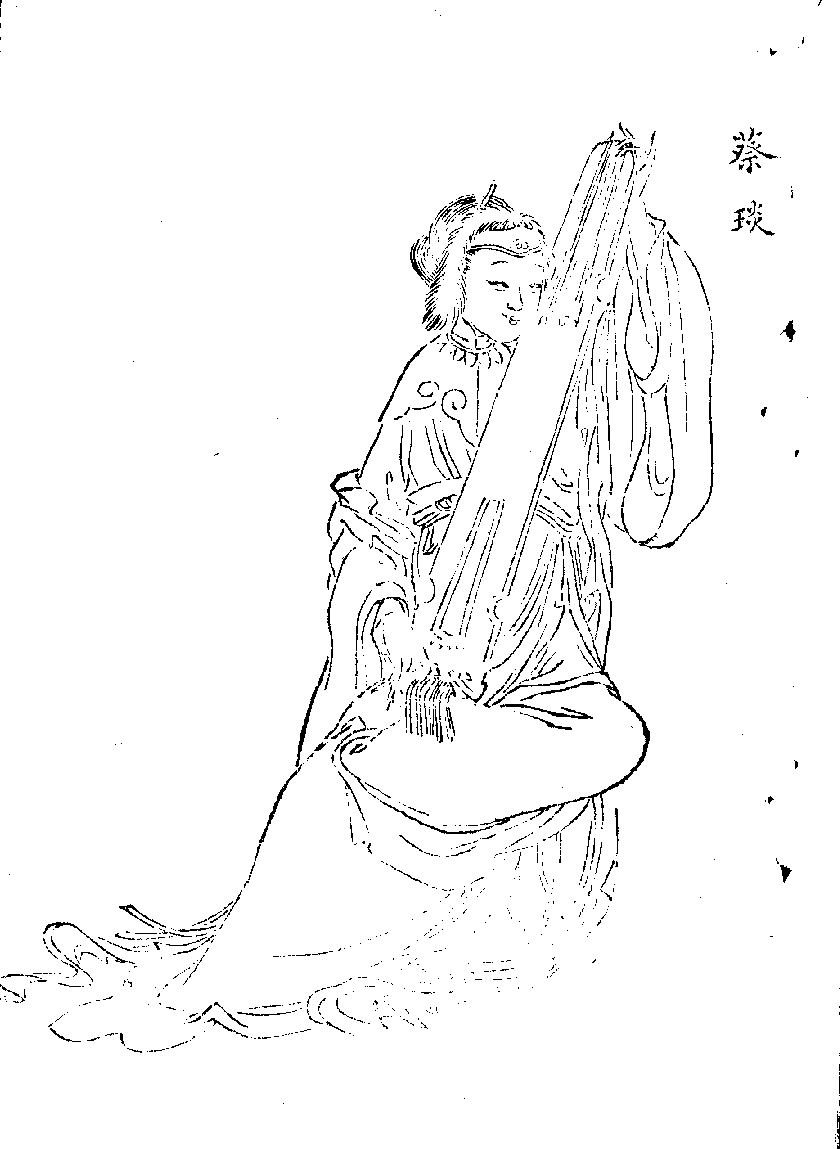
Caj Jen (Cai Yan) költőnő (2-3. század)

A Cao Cao udvarában szerveződött baráti kör számára a 217-es esztendő tragikusnak bizonyult. Ekkora már nem volt köztük Kong Rong, akit Cao Cao már 208-ban kivégeztetett. A Csien-an (Jian'an)-kor költői túlságosan közel kerültek az uralkodóhoz, és ez mindig magában rejti egy kegyvesztettség esetén a legdrámaibb véget. Az udvarban 217-ben végigsöpört kivégzési hullámnak esett áldozatul Csen Lin (Chen Lin), Hszü Kan (Xu Gan), Jing Jang (Ying Yang), Liu Csen (Liu Zhen) és Vang Can (Wang Can) is.
Caj Jen (Cai Yan) (2-3. század), apja Caj Jung (Cai Yong) (133-192) a Han-dinasztia neves írástudójának, tudósának lánya. Caj Jen (Cai Yan) miután özvegyen maradt, elhurcolták az ázsiai hunok, s tizenkét hosszú esztendőn keresztül élt a barbár idegenek között. Ezalatt két fiú gyermeknek is életet adott. Fogságából Cao Cao szabadította ki, így került az uralkodó udvarába. Cao Cao újra férjhez adta, de legnagyobb bánatára két fia a xiongnuknál maradt. Noha alkotó évei a Csien-an (Jian'an)-korra tehetők, mégsem volt tagja a baráti körnek. Kínai híres asszonyköltőinek egyikeként hosszú, elégikus versciklusban énekelte meg a rabságban átélt szenvedéseit.

## Az átmeneti kor irodalma

### Ideológiai áramlatok

#### Buddhizmus
A Kína történelmének szempontjából átmeneti kornak tekinthető, a széttagoltság jellemezte néhány száz év szellemi életének változását főként a buddhizmus kínai elterjedése eredményezte. Az Indiából érkezett új vallás, a konfucianizmussal szembeni érvényesüléséhez kezdetben még kénytelen volt igénybe venni a taoizmus támogatását, korlátozva így saját önállóságát, de ez tette lehetővé, hogy eredményesen tudjon alkalmazkodni egy fejlett és számára idegen civilizáció viszonyaihoz. A buddhizmussal való érintkezés első időszaka a 3. század végéig tartott, a buddhisták ekkoriban főként a nem kínai, belső-ázsiai lakosság köréből kerültek ki. A Selyemúton, a nyugatra vezető kereskedelmi útvonalakon áramlottak Kína területére a buddhista szövegek. A Han-dinasztia idején a buddhisták tevékenysége főként e szövegek fordításából és tanulmányozásából állt, és szellemi központjuk Lojang (Luoyang) volt. Itt elsősorban a kasmíri és északnyugat-indiai meditációs mesterek által összeállított kézikönyvekkel foglalkoztak, hiszen úgy vélték ezen szövegek tarthatnak leginkább számot a taoisták érdeklődésére. Az első szútra (csing (jing) 經 / 经), amit ebben az időben lefordítottak, a Negyvenkét Fejezetes Szútra (Fo-so si-si-er csang csing (Foshuo sishier zhang jing)) volt. A fordításban jelentős szerepet vállalt a pártus An Si-kao (An Shigao), aki 148 körül érkezett Lojang (Luoyang)ba, ahol egy csapat nem a mahájána buddhizmust képviselő szerzetessel dolgozott. Vele egy időben azonban mások mahájána művek fordításával foglalkoztak, közülük említésre méltó a szintén pártus származású An Hszüan (An Xuan) és az indoszkíta Lókakséma, akitől 11 fordítás maradt fenn. A Han-dinasztia bukását követően a buddhizmus óriási lendületet vett, még több fordítást végeztek.
A kínai buddhizmus másik nagy központjává a 3. század végén, Csang-an (Chang’an)ban létrejött kolostor vált, melynek legjelentősebb képviselője egy belső-ázsiai származású szerzetes, Dharmaksa volt. Csang-an (Chang’an)ban és környékén pár évtized alatt számos buddhista központ alakult, Dharmaraksa tanítványául több ezren szegődtek. Lojang (Luoyang) és Csang-an (Chang’an) körzetében a 3-4. században összesen körülbelül 180 buddhista kolostor, szentély, templom állt, melyekben mintegy 3700 szerzetes tevékenykedett. A kínai nyelvre lefordított szútrák száma i. sz. 317-re meghaladta az 1450-et. A buddhizmus első nagy virágkorát a 4-5. századra érte el. A nomádok beözönlése és Lojang (Luoyang) pusztulása (311) után Kína kulturális élte, és a hagyományos kínai értékek az arisztokráciával együtt délre tevődött át. A buddhizmus centruma is délre tevődött át, noha az idegen eredetű északi dinasztiák általában nagy jóindulattal, rokonszenvvel viszonyultak a buddhizmushoz, és gyakorta pártfogásukba vették. Délen gombamód jöttek létre az újabb és újabb kolostorok, melyek állami pártfogásban és támogatásban részesültek. Egyedül a Keleti Jin-dinasztia uralta területeken a 4. század végén 1786 buddhista kolostor és templom állt, és 24 ezer szerzetes tevékenykedett. A 4. századtól kezdve a buddhizmus, ahogy egyre erőteljesebbé vált, fokozatosan lerázta magáról a taoista gyámságot, s mindinkább önálló vallásként jelent meg Kína szellemi életének porondján. Megerősödését és egyre kedvezőbb helyzetét többek között annak is köszönhette, hogy a sárgaturbánosok felkelésének leverését követően a vallásos taoizmus jelentős mértékben meggyengült. Az így támadt űrt pedig a buddhizmus sikeresen töltötte be. A központi hatalom meggyengülése szintén kedvező hatással volt a buddhizmus befolyásának megerősödésére. A 4. századtól kezdve már meglehetősen népes világi buddhista réteg jött létre, tagjai közt nem ritkán a társadalom gazdag és befolyásos képviselővel. Egyre több tudós, filozófus, író és művész érdeklődését keltette fel a buddhizmus és irodalma, így váltak fokozatosan a kolostorok a kínai kultúra igazi központjaivá. Az uralkodó körök tagjai, magas rangú hivatalnokok, nemesek, sőt császárok és az uralkodó családok tagjai is gyakorta elmélyültek a buddhista filozófiában, és lelkesen szorgalmazták, bőkezűen támogatták a meglévő kolostorok működését, újabb templomok és kolostorok építését. 381-ben a Jin-dinasztia császára, Hsziao-vu-ti (Xiaowudi) volt az első, aki hivatalosan is elkötelezte magát a buddhizmus mellett, palotájában templomot építtetett, udvarába papokat, szerzeteseket hívott.

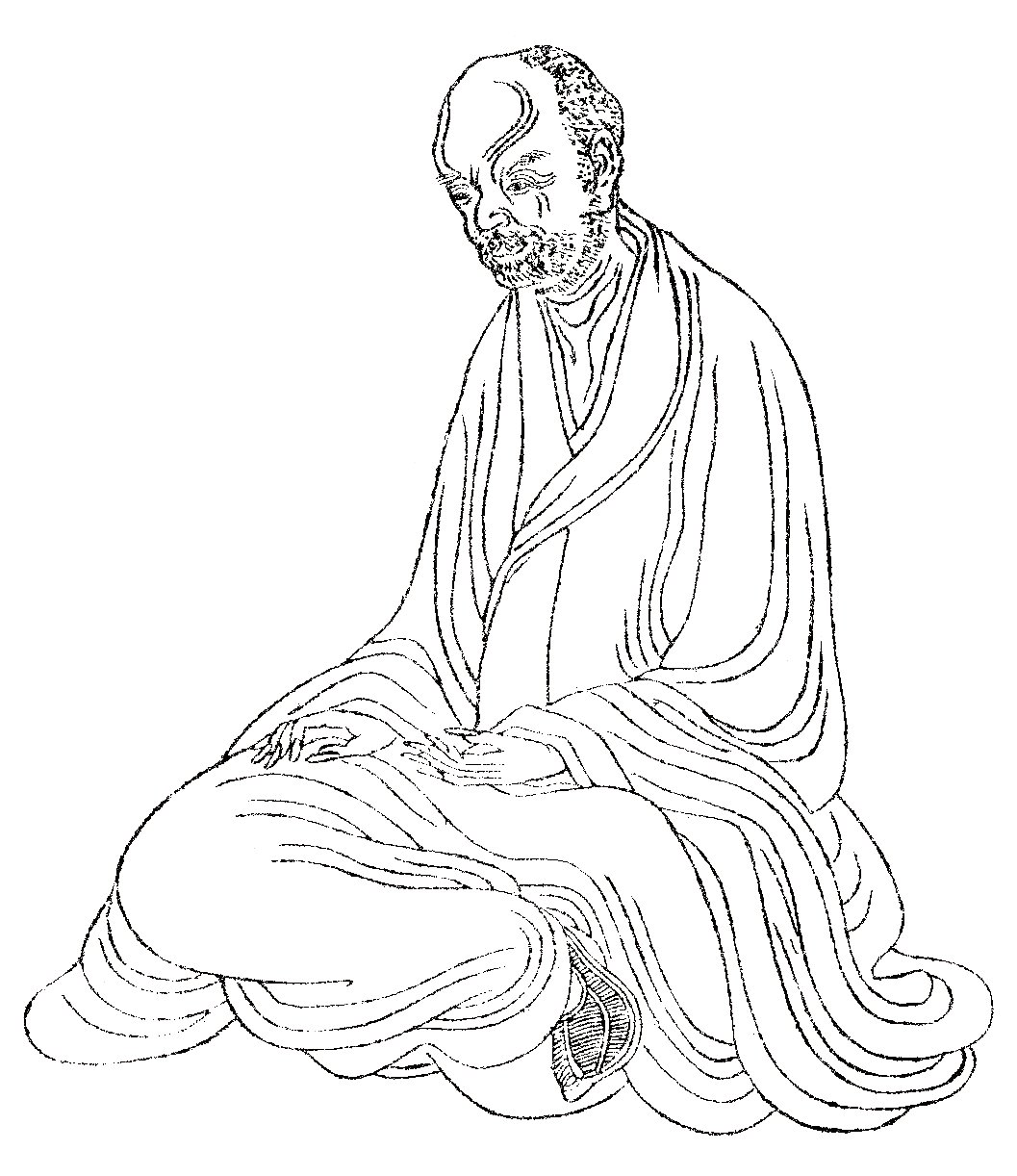
Huj-jüan (Huiyuan) (334-417)

A buddhizmus misztikával keveredett új áramlatának szenvedélyes hirdetője Szun Cso (Sun Zhuo) (300-380) volt, aki műveiben azt igyekezett kimutatni, hogy Buddha nem más, mint a testet öltött tao, a nem-cselekvés (vu vej (wu wei)) és az „üresség” megszemélyesítője. Rendszerét tovább gondolva arra a következtetésre jutott, hogy Konfuciusz és Csou Kung (Zhou Gong) azonos Buddhával. Míg Szun Cso (Sun Zhuo) a buddhizmus és a hagyományos kínai elméletek filozófiai rokonítását tűzte ki célul, mások az erkölcstan vizsgálatát tartották a legfontosabbnak.
A kínai buddhizmus első kínai pátriárkájának Tao-an (Daoan)t (312-385) tartják. A művelt konfuciánus családból származó Tao-an (Daoan) igen gyorsan magas, tekintélyes pozícióhoz jutott, a 4. század közepén már a kínai buddhizmus elismert szellemi vezére lett. Tanítványaival és követőivel kolostorról kolostorra járt, végül 365-ben telepedett le Hsziangjen (Xiangyan)ben (a mai Hupej (Hubei) tartomány), ahol az egyik legnagyobb kolostort alapította meg. Tevékenysége buddhista irodalom kínaira való átültetésében is mérföldkőnek számított, fő törekvése az volt, hogy a fordításokat megszabadítsa a taoista fogalmaktól és terminusoktól. Elvitathatatlan érdeme, hogy elsőként állította össze az addig elkészült kínai fordítások (kb. 600 tétel) katalógusát, amely a buddhizmus történetében Tao-an (Daoan) Katalógusaként (Cung-li csung-csing mu-lu (Zongli zhongjing mulu)) ismeretes.
Tao-an (Daoan) örökébe, halála után egyik kiváló tanítványa, Huj-jüan (Huiyuan) (334-417) lépett. Huj-jüan (Huiyuan) kezdetben szintén konfuciánus neveltetésben részesült, de a taoizmus felé fordult, míg végül eljutott a buddhizmushoz. Nevéhez a kínai buddhizmus egy egész korszaka kapcsolódik. Tao-an (Daoan)nal ellentétben Huj-jüan (Huiyuan) nem volt kiemelkedő tudós, nevéhez híresebb fordítások, kommentálások nem fűződnek. Érdemeit főként a buddhizmus látványos és eredményes népszerűsítésének, szélesebb körben való terjesztésének köszönheti. 393-ban buddhista könyvekért Belső-Ázsiába küldte Cse Fa-liang (Zhi Faliang)ot, aki útjáról több mint kétszáz szöveggel tért vissza.
A korai kínai buddhizmus utolsó nagy gondolkodója Kumáradzsíva (344-413) volt, aki kiválóan ismerte és nagyszerűen fordította kínaira a buddhista szútrákat, mintegy 3-400 kötet fordítása fűződik az ő nevéhez. Tao-an (Daoan) nyomdokain haladva Kumáradzsíva is igyekezett a buddhista fordításokat megszabadítani a taoista és egyéb pontatlan kifejezésektől. Javarészt az ő munkásságának köszönhetően valamennyi fontosabb buddhista kifejezésnek és fogalomnak megvan a saját kínai megfelelője. Kumáradzsíva iskolája halála után is működött, legtehetségesebb tanítványai szintén eredményesen folytatták tovább munkáját.

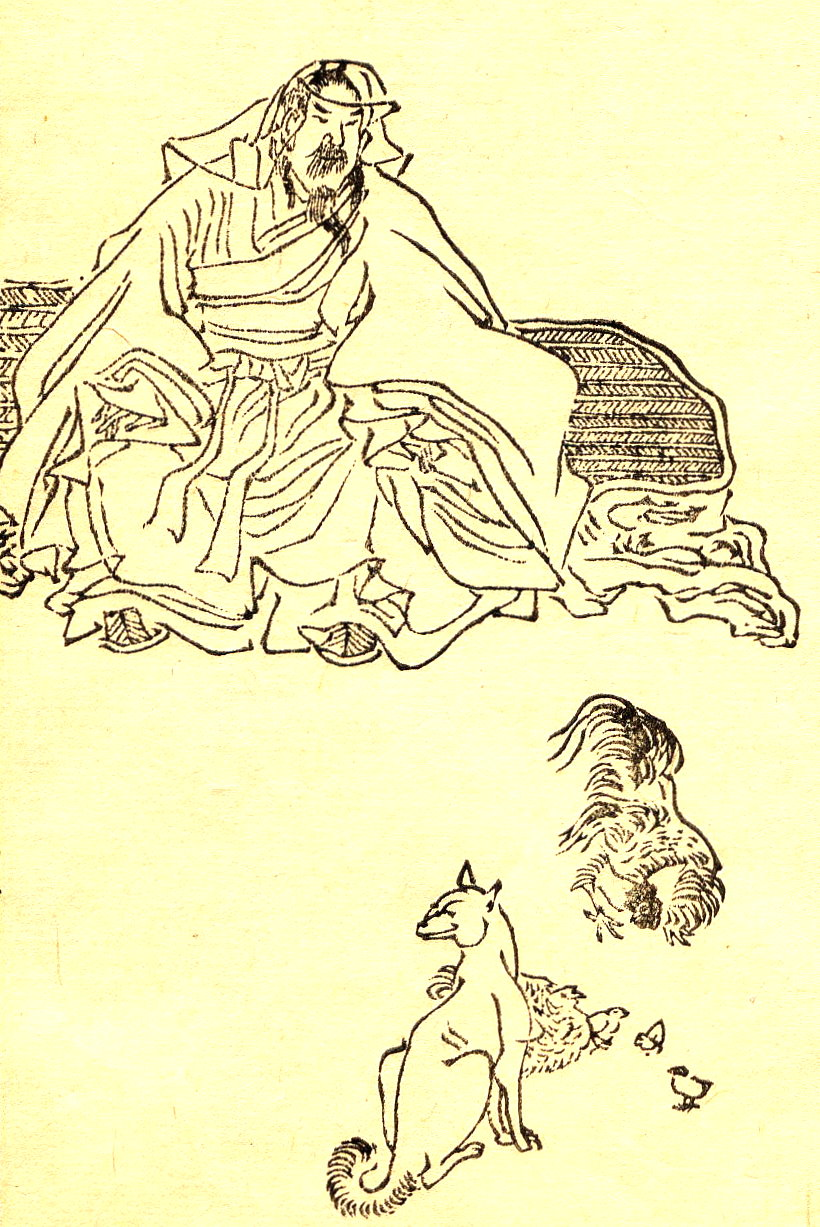
Ge Hong ábrázolása egy japán fametszeten

Nem sokkal Kumáradzsíva Csang-an (Chang’an)ba érkezése előtt, 399-ben indult el onnan belső-ázsiai és indiai útjára Fa-hszien (Faxian). Állítólag hatvanöt évesen, három szerzetestársával 399-ben indult útnak, és a világ leghíresebb utazói között tartják számon. Útját feljegyzésekben dokumentálta, melyekben rendkívül értékes információkat közöl. Átkelt a Tunhuang (Dunhuang)on túli sivatagon, bejárta Észak Indiát, majd Ceylon és Szumátra érintésével 413-ban tért vissza. 414-ben megírta páratlan értékű művét, amelyben több mint harminc országról tudósít. A Feljegyzések a buddhista országokról (Fo kuo csi (Fo guo ji)) az 5. századi Belső-Ázsia viszonyairól, a kor indiai buddhizmusáról mindmáig az egyetlen forrás. A magával hozott, és talán le is fordított buddhista művek közül egyedül a Maháparinirvána-szútra (Ta-ni-jüan csing (Daniyuan jing)) címűt ismerjük, amelynek fordításával 417 végén készült el.

#### Taoizmus
A Han-korra tehető a vallásos taoizmus fellendülésének időszaka. Ekkortól kezdve nagy számban jelentek meg a különféle értekezések, segédkönyvek, elbeszélések, receptek, módszertani munkák és misztikus, okkult számítások. Szerzőik azt a célt tűzték ki maguk elé, hogy kidolgozzák a halhatatlanság elérésének alapelveit, elméletét és gyakorlati módszereket adjanak az emberek kezébe, arra vonatkozóan, miként érhetik el maguk is a halhatatlanságot. E művek legtöbbje mára elveszett, csupán idézeteket ismerünk belőlük. A korabeli taoista irodalom legjelentősebb alkotása Ko Hung (Ge Hong) (3-4. század) nevéhez fűződik, A természetes egyszerűséget magához ölelő mester (Pao-pu-ce (Baopuzi)). Ko Hung (Ge Hong) már egész filozófiáját csupán egy olyan módszernek tekintette, amellyel a halhatatlanság elérhető.

#### Konfucianizmus
A buddhizmus természetesen nem csak követőkre, hívekre, támogatókra és patrónusokra talált. A hagyományos kínai hivatalos ideológiával, a konfucianizmussal szemben vetélytársként megjelenő új vallásnak ellenzői is akadtak. Az Északi Vej (Wei)-dinasztia, amely kezdetben igen nagy támogatójának bizonyult a buddhizmusnak, hatalma megszilárdulásával egyre jobban az eredeti kínai értékek felé fordult, így uralmának második felében már leginkább a konfucianizmust részesítette előnybe, és megpróbálta útját állni a buddhizmus terjedésének. Megjegyzendő, hogy ezen a téren jelentősebb eredményeket nem ért el. A buddhizmus legjelentősebb bírálója Fan Csen (Fan Zhen) (450?-515?) volt.

### Esztétikai rendszerezések
A fordítás-irodalomnak volt köszönhető, hogy a kínai írástudók behatóbban kezdték tanulmányozni a kínai nyelv fonológiáját is, amely egy jelentős verstani felismeréshez vezetett. Sen Jüe (Shen Yue) (441-513) felfedezi, hogy a kínai nyelv szavai zenei hangsúlyokkal, tónusokkal rendelkeznek, s hogy ez a verselés szempontjából egyáltalán nem közömbös.
Az átmeneti korszak másik nagy vívmányai az esztétikai felismerések megjelenése. A legkorábbi ezek közül Lu Csi (Lu Ji) (261-303), aki Ének a költészetről (Ven-fu (Wenfu)) című művében rámutat arra a kínai költészet azon alapvető ellentmondására, ami a konfuciánus morál és a szabadon szárnyaló fantázia csapongásából ered, s ebből vezeti le a műalkotás esztétikáját. Ez a megfigyelés a későbbi esztétikai rendszerezések alapjává vált.
Az 5. században, Lu Csi (Lu Ji) gondolatainak továbbfejlesztéseképpen jön létre Csung Jung (Zhong Yong) A vers fajtái (Si pin (Shi pin)) és Liu Hszie (Liu Xie) Az irodalom szíve és faragott sárkányai (Ven-hszin tiao-lung (Wenxin diaolong)).
Hszaio Tung (Xiao Dong) (? – 552) a 6. században állítja össze az Irodalmi válogatás (Ven-hszüan (Wenxuan)) című gyűjteményt. Ez a gyűjtemény a korai kínai irodalom 6. századig terjedő időszakának felbecsülhetetlen tárháza. A benne szereplő, főként fu-versek csak ebben a gyűjteményben maradtak fenn. Külön figyelmet érdemel a válogatás során az a szempont, hogy ez a gyűjtemény már elszakad a konfuciánus dogmáktól: a konfuciánus kánon alkotásait nem tartalmazza.

### Az átmeneti kor lírája

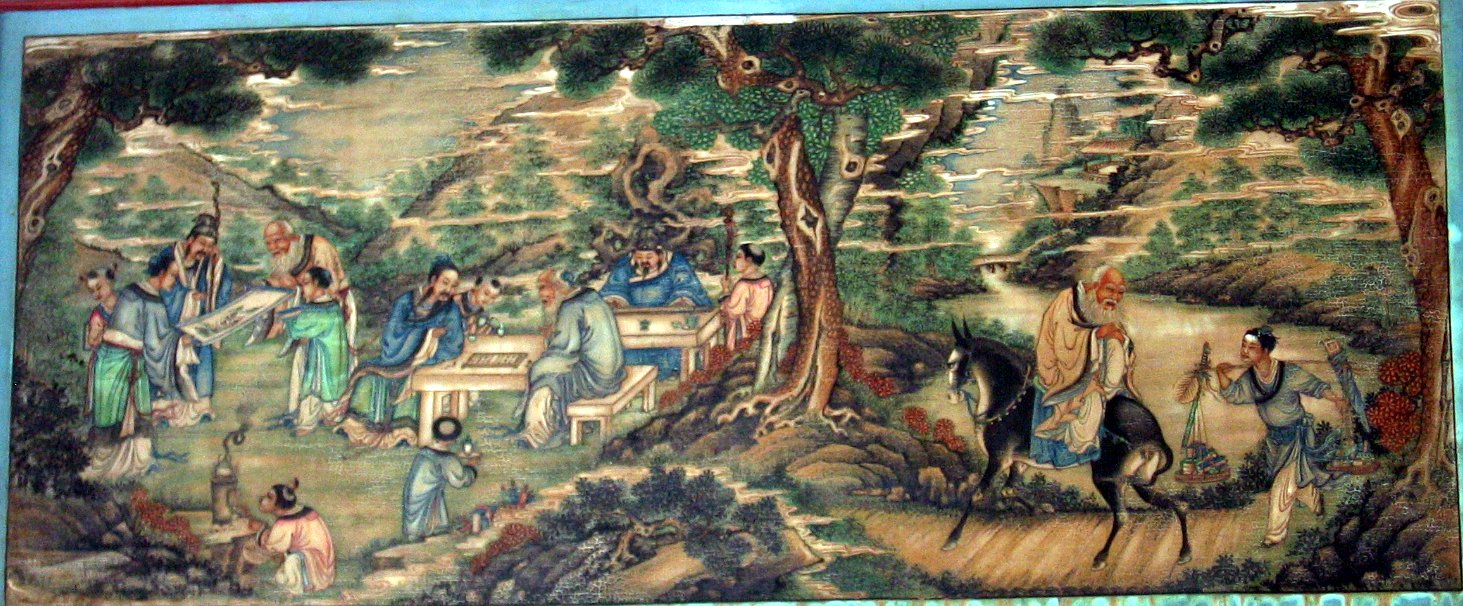
A Bambuszliget hét bölcse (Csu-lin csi hszien (Zhulin qi xian))

A Han-dinasztia bukását követően, az egység felbomlásával az „erős házak” kezében összpontosult az igazi politikai, katonai hatalom. A Három Királyság idején egy különös szellemi áramlat jelent meg Kínában, amelynek jegyében a menekülni vágyók kisebb-nagyobb baráti társaságba verődve erdőkben, ligetekben vándorolva, a taoista szemlélődésre hivatkozva hátat fordítottak az ellenséges, háborúktól fenyegetett, veszedelmes emberi világnak. Hasonlóképp, mint a példaképnek tartott egykori taoista bölcsek, remeték. Elsősorban a maguk választotta az ideális felé törekevő életforma kötötte őket össze. Az őket körülvevő világ háborgó, zavaros eseményeire, a korukat bíráló úgy nevezett „tiszta beszélgetéseikben” (csing-hua (qinghua)) reagáltak. A 3. században alakult ki egy különös eszmény, amely teret nyert az irodalomban, a filozófiában, az ízlésben stb. Ez az eszmény a feng-liu (fengliu) volt, amelyet a kínai filozófia nagy ismerője, Feng Yu-lan rokonnak érez az európai „romanticizmussal”, miközben valami európai szemmel értelmezhetetlen lelki attitűdként értelmezi. A kínai szerzők körében közkedvelt kifejezés szó szerint annyit jelent: „a szél áramával úszni”. Alapvetően a taoizmusból kölcsönzött kifejezésként kell értelmezni, amely mintegy szinonimája a „nem cselekvésnek” (vu vej (wu wei)), a lényege pedig a dolgok maguktól való folyni hagyása.

#### A „Bambuszliget” költészete
E korszak „második generációja” költőkből, muzsikusokból és néhány politikusból állt. A taoizmus jegyében fogant új misztikus vagy titokzatos tan (hszüan-hszüe (xuanxue)) igazi műhelye volt a „Bambuszliget hét bölcse” (Csu-lin csi hszien (Zhulin qi xian)) néven emlegetett baráti társaság. Ők heten, a házigazda Csi Kang (Ji Kang) (223-262) kezdeményezésére gyűltek össze a fővároshoz, Lojang (Luoyang)hoz közeli, Sangjang (Shanyang)ban (a mai Honan (Henan) tartomány északi részén) lévő birtokán. A jó barátok nap mint nap összegyűltek, vidáman iszogattak, filozofáltak. A népes és népszerű társaságnak állandó és már-már elválaszthatatlan tagjai hasonló korúak, de meglehetősen különböző családi hátterű költők és írók voltak. Elsősorban a maguk választotta közös életforma és az elhagyott hivatalos világ megvetése kötötte őket össze. A baráti társaság tagjai Csi Kang (Ji Kang) mellett: Zsuan Csi (Ruan Ji) (210-263), Liu Ling (kb. 221-300), Hsziang Hsziu (Xiang Xiu) (kb. 227-272),San Tao (Shan Tao) (205-283), Vang Zsung (Wang Rong) (234-305) és Zsuan Hszien (Ruan Xian) (3. század).

### A Nyugati Jin-dinasztia költői

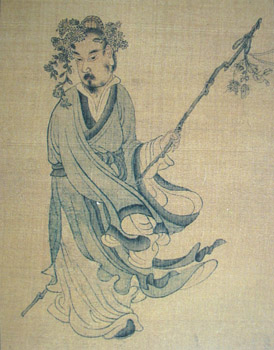
Tao Jüan-ming (Tao Yuanming)

A konzervatív törekvésű Csin (Jin)-dinasztia udvari költészetére a keresettség, a kifinomult nyelvi kultúra a jellemző. Nagyszámú konfuciánus írástudót csábítottak az udvarba, akik zömében a fu-versek műfajában remekeltek. Az udvari költők sokasága közül az alábbiakról emlékszik meg az irodalomtörténet:
- Fu Hszüan (Fu Xuan) (217-278) kortársai között közvetlen hangulatú verseivel szerzett magának megbecsülést.
- Cseng-kung Szuj (Chenggong Sui) (231-273) nevét dalai, leíró költeményei és a kisebb feljegyzései örökítették meg.
- Csang Hua (Zhang Hua) (232-300) költeményeire a tárgyilagos, leíró, didaktikus hangvétel és stílus a jellemző.
- Lu Csi (Lu Ji) (261-303) költészetét már kortársai is nagyra becsülték, de verseinél sokkal értékesebb irodalomelméleti munkássága.
- Pan Jüe (Pan Yue) (247?-300) sirató versei a későbbi korok kritikusainak iskolapéldái lettek.
- Csang Hszie (Zhang Xie) (255?-310?) a természet lírai szépségeinek s a természeti képekben kifejezett személyes líra kiváló poétája. A népies jellegű jüe-fu (yuefu)-dalok őszinte hangját egyedülálló formaművészettel szólaltatta meg, s már kortársai a műfaj legkiválóbb mestereként ismerték el.
- Co Sze (Zuo Si) (250?-305?) költészetét a gazdagon díszítő, aprólékos pontosságú, már-már tudományos igényű hitelesség jellemzi.
- Kuo Pu (Guo Pu) (276-324) filológiai, filozófiai és költői munkássága egyaránt jelentős. Kommentár-íróként is jelentős életművet hagyott maga után. A taoista halhatatlanság keresése szolgáltat témát költészete számára.
- Szun Cso (Sun Chuo) (320-377) a taoista misztika megszállottjának tartották, akinek költészetét is ez határozta meg. Csupán egyetlen versét ismerjük.

Az egész korszak legnagyobb, legjelesebb költője, Tao Jüan-ming (Tao Yuanming) (365-427) csak Csin (Jin)-dinasztia uralmának vége felé bukkan fel. Tao Jüan-ming (Tao Yuanming)et az irodalomtörténet a klasszikus kínai líra időrendben harmadik legnagyobb költőjeként tartja számon. Több mint 120 fennmaradt versét és 11 prózai művét ismerjük. A Dalok Könyve és a jüe-fu (yuefu) népköltészetét emeli igen magas művészi színvonalra, és így válik Csao Cse (Cao Zhi) művének betetőzőjévé, a klasszikus kínai líra első nagy mesterévé. Tao Jüan-ming (Tao Yuanming) lírája az életöröm forrását a természetben, a kétkezi munkában, a falusi nép egyszerű életében találja meg.

### A déli és északi dinasztiák költészete
A Han-dinasztia, és ezzel együtt a kínai kultúra legitim örökösei délen telepedtek meg, és a mai Csiangszu (Jiangsu) tartomány területén az egykori Csienkang (Jiankang)ban (a mai Nanking (Nanking)) alapították meg fővárosukat, amely egymást követően öt dinasztiának is székhelye és amolyan szellemi központja volt. A tenger felől viszonylag könnyen megközelíthető és katonailag gyengén védett, ellenőrzött délvidéken nagy számban jelentek meg idegen kereskedők, akik a fényűzéshez elengedhetetlen luxuscikkeikkel látták el a mindenkori udvart és annak környezetét, de jelen voltak a buddhizmus képviselői is.
Az északi területeken pedig a Han-kor óta fokozatosan elkínaiasodott idegenek, északi nomád népek rendezkedtek be. E fegyveres hódítók nemcsak Kína történelmében, de kultúrájában is nyomot hagytak. Végeredményben elmondható, hogy az északi területekre beáramló friss hatások megújították a kínai kultúrát. Ennek legkézzelfoghatóbb vonása főként a lírában jelenik meg.
Ebben a korban (420-589) jól elválasztható egymástól a déli és északi dinasztiák költészete. A kor versei jüe-fu (yuefu) gyűjteményekben maradtak fenn, melyekben külön műfajt és fejezetet alkot a Dél és Észak költészete. A 6. században a déli dinasztiák udvarában felvirágzik egy meglehetősen bágyadt, melankolikus hangulat-költészet, mely előszeretettel választja témájául az udvarhölgyek szépségét, küllemét, bájait, melyet rafináltan cizellált versekben énekeltek meg. Nevét is innen kapta az irányzat: „palota-stílus” (kung-ti (gongti)). A déli dinasztiák költészete kiegészül a szerelem témájával, amelynek megéneklése egyáltalán nem jellemző a kínai költészetre. Ugyanebben az időben virágzik fel délen egy népies költészet is, amelynek négysoros strófái az asszonyi szerelmet, szomorúságot és bánatot énekli. Ezek a négysoros dalok az úgy nevezett Ce-je (Ziye)-dalok, amilyeneket a hagyomány szerint egy Ce-je (Ziye) nevezetű fiatal leány írt először a Csin (Jin)-dinasztia idején.

#### A déli dinasztiák költői

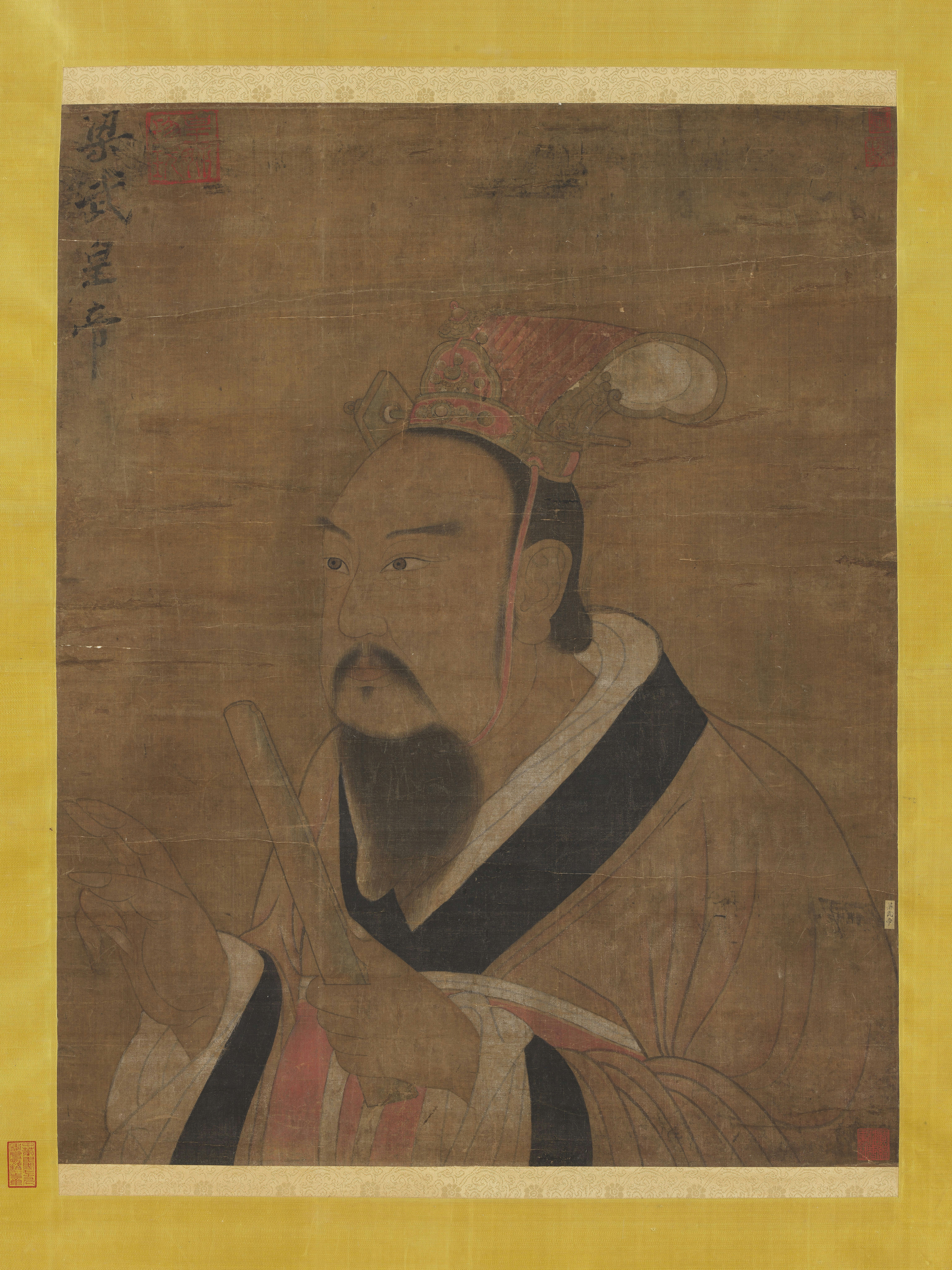
Liang Vu-ti (Wudi) (Hsziao Jen (Xiao Yan)), a Liang-dinasztia költőként is ismert alapító császára

A Tang-kori líra felvirágzásához nagyban hozzájárult mind a déli, mind az északi költészet. A Tang-dinasztia költői a nagy elődöket tisztelték e kor ismert vagy névtelen művészeiben, akiktől számos témát, formai megoldást vagy verselési újítást vettek át. Különösen a Liang-állam (502-556) költő és műpártoló uralkodója, Liang Vu-ti (Liang Wudi) (502-549) udvarában született számtalan olyan költői eszköz, amely a későbbi korok lírájának bölcsőjévé válhatott. A Jü Hszin (Yu Xin) (513-581) körül kialakult művészkör elegáns, csillogó és hajlékony költői stílust hagyományozott Kína későbbi költőire. E kor nagy számú, név szerint ismert költőjének egyikét-másikát a lírájukban megjelenő színgazdagság emeli az átlag fölé, amelynek inspirálója a személyesen átélt háborúk, menekülések, száműzetések és a megannyi szenvedés egy széttagolt, felfordult világban.
- Hszie Ling-jün (Xie Lingyun) (385-433) költői hírnevét elsősorban nagyszerű tájleíró költeményeinek köszönheti. Jellemző rá a táj hatalmas, monumentális léptékű bemutatása, és az ő lírájában jelenik meg letisztult, kiforrott formájában a roppant természetben egyedül, magányosan szemlélődő bölcs alakja. Tájleíró költészete már kortársaira is nagy hatással volt, de a Tang-dinasztia idején élt Vang Vej (Wang Wei) is példaképének tekintette.
- Jen Jen-cse (Yan Yanzhi) (384-456) szintén a Szung (Song)-dinasztia híres tudósa és költője volt. Ifjúságát tanulmányaival töltötte a Keleti Csin (Jin)-dinasztia hanyatlásának idején. Ma 29 versét ismerjük, fu-költeményeire a kortársainál jóval személyesebb hangvétel a jellemző, jüe-fu (yuefu)-versei pedig filozofikus, tűnődő hangulatot árasztanak.
- Pao Csao (Bao Zhao) (414?-466) költői tehetségét már kortársai is elismerték, nagyra becsülték. A Tang-kori költők közül sokan választották őt példaképükül.
- Sen Jüe (Shen Yue) (441-513) kortársai afféle költőfejedelmet láttak benne. Költészeténél is lényegesebbek verstani munkássága és nyelvészeti kutatásai, melyekről fentebb már ejtettünk szót.
- Hszie Tiao (Xie Tiao) (464-499) maradandó életművet hagyott maga után, amely jelentős mértékben inspirálta a Tang-kori költőket is.
- Csiang Jen (Jiang Yan) (444-505)líráját a déli udvar bánatos, melankolikus hangvétele jellemzi. Egy 30 versből álló ciklus szerzője is, melynek minden egyes darabját más és más költő modorában írta.
- Jü Hszi (Yu Xi) (?-510 körül)több kötetnyi emelkedett hangvételű költemény szerzője, bár nevét főként választékos prózai írásai tették ismertté.
- Vu Csün (Wu Jun) (469-520) nagy szabású történeti művét nem fejezhette be, de lírája méltán volt híres már korában is. Archaizáló stílusával iskolát teremtett. A kor egyik legkiválóbb költőjeként tartják számon.
- Ho Hszün (He Xun) (?-518) kortársai a déli udvari líra egyik legtehetségesebb költőjének tartották. Művészetét a későbbi költők némiképp elhomályosították, kétkötetnyi verse mindmáig a korabeli líra jeles alkotása. Versein kívül rövid prózai írásokat és egy maga szerkesztette költői antológiát hagyott kortársaira.
- Jin Keng (Yin Keng) (?-565?) ötszótagos versei a Liang- és a Csen (Chen)-ház fényűző udvarában virágzó kifinomult költészet hagyományos témáit éneklik meg.
- Hszü Ling (Xu Ling) (507-583) nem csupán költőként, de történész és szónokként is nevet szerzett magának. Mára meglehetősen kevés költeménye maradt fenn.
- Jü Csien-vu (Yu Jianwu) (487-553) egy költői antológia szerkesztése fűződik a nevéhez. Kisebb prózai írásai, valamint egy kalligráfiáról írt kézikönyve is ismert.
- Hsziao Jen (Xiao Yan) (464-549) még a déli Csi (Qi)-dinasztia egyik hercegének udvarában olyan költőket, tudósokat tudhatott barátjának, mint Sen Jüe (Shen Yue), Hszie Tiao (Xie Tiao), Fan Jün (Fan Yun) és Zsen Fang (Ren Fang). Mikor Liang Vu-ti (Wudi) néven 502-ben, saját dinasztiájának, a Liangnak első császáraként trónra lépett továbbra is megőrizte a művészetek szeretetét, és pártfogolta a buddhizmust. Nem csak a költészet híres mecénása volt, de maga is szerzett verseket. A déli költészetben jelentős szerepet játszottak a Hsziao (Xiao) család tagjai.
- Hsziao Kang (Xiao Gang) (503-551), a dinasztiaalapító császár második fia 549-ben örökölte meg hosszú életű apja trónját. Ő is a költészet nagy barátjának, támogatójának bizonyult, és nevét költőként is jegyzik.
- Hsziao Ji (Xiao Yi) (508-555) Liang Vu-ti (Wudi) császár hetedik fia szintén ismert költő. 552-ben lépett trónra, de csupán két évig uralkodhatott.
- Hsziao Tung (Xiao Tong) (501-531) a Hsziao (Xiao) család irodalmi teljesítményének tekintetében legkiemelkedőbb tagja, aki Vu-ti (Wudi) császár elsőszülött fia volt. Korán bekövetkezett halála miatt, ő nem léphetett trónra. Nevét az Irodalmi művek gyűjteményének (Ven-hszüan (Wenxuan)) összeállításával tette halhatatlanná.
- Csiang Cong (Jiang Zong) (519-594) megkapó hangulatú, merengő költeményei a déli palota-stílusú költészet kiemelkedő darabjai.

A Déli dinasztiák költői közül még említésre méltó a Liang-államban élt Csu Csao (Zhu Chao) (a 6. század első fele), Jen Cse-tuj (Yan Zhitui) (531?-591?) és Fan Jün (Fan Yun) (451?-503?), korának híres konfuciánus tudósa, aki költőként is ismert volt.

#### Az északi dinasztiák költői
Az északi dinasztiák költészetére nagy hatást gyakoroltak a sztyeppei nomádok dalai, énekei. Sok esetben a különböző „barbár” törzsek népköltészete alapozza meg az északi dinasztiák kínai nyelvű lírájának alapjait. Tőkei szerint: „A déli versek lágy, asszonyi finomságával szemben az északi költészet erőteljes, harcias, férfias.” A régi kínai verses epika legszebbnek tartott darabja is, a Mu-lan (Mulan) ballada (Mu-lan ce (Mulan ci)) szintén az északi költészetből sarjadt ki.

### A novella csírái

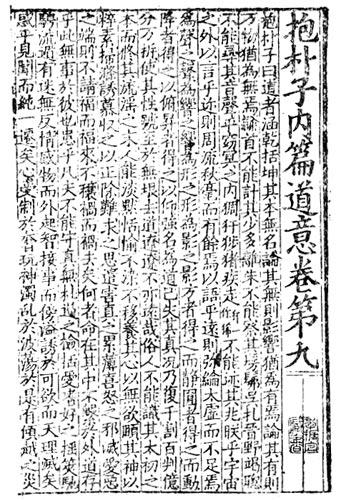
A Pao-pu-ce (Baopuzi) című mű 9. fejezetének első oldala

A kínai novella kezdetei az ókorba nyúlnak vissza. Ezt a kezdetet a filozófusok írásaiban szereplő anekdoták és hasonlatok jelentik, majd az ókor második felében Sze-ma Csien (Sima Qian) és mások által írt, életrajz-történetek is nagy hatással voltak a majdani novellairodalom megjelenéséhez. A novella első igazi ősei azonban csak a Han-dinasztia bukását követően jelennek meg, melyek zömében az ekkoriban megélénkülő taoista legenda-irodalom termékei. Ekkor írják a hagyomány szerint Csou (Zhou)-kori Lie-ce (Liezi) című könyvet, a Han-korinak mondott A halhatatlanok életrajzai (Lie hszien csuan (Lie xian zhuan)) című gyűjteményt és a Cao Pinek tulajdonított Csodálatos történetek (Lie ji csuan (Lie yi zhuan)) című könyvet, emlyek mindegyike telve anekdotikus rövidséggel előadott némi legendával, tréfával, rövid mesével.
A legenda irodalomnak nagy lendületet adott a szanszkritból és közép-ázsiai nyelvekből fordított buddhista vallásos könyvek példája. Az i. sz. 3-4. századtól fogva buddhista és taoista szellemiségű művek egész sora gyűjt egybe legendákat és más népi történeteket. Tőkei szerint: „A legsikerültebbek azért lehetnek a novella közvetlen előzményei, mert valóban újdonságokat, fantasztikus történeteket adnak elő, s bennük az átmeneti kor embere a csoda és a véletlen segítségével menekedik meg a földi nyomorúság elől.”
A hivatalos állami ideológiaként fellépő konfuciánus írástudók természetesen nem nézték jó szemmel az idegen buddhista hatásokból, illetve az általa ellenzett misztikus taoizmusból építkező új műfajt, épp azért a „kis történetek” vagy „jelentéktelen mesék” (hsziao-suo (xiaoshuo)) kifejezéssel degradálták. Ennek ellenére Kínában a mai napig ezt a kifejezést használják az elbeszélés, novella megjelölésére.
A korszak legnevesebb gyűjteményei:
- Kan Pao (Gan Bao): Szellemekről való feljegyzések (Szou sen csi (Sou shen ji))
- Tao Jüan-ming (Tao Yuanming): Szellemekről való további feljegyzések (Szou sen hou csi (Sou shen hou ji)) (Nem bizonyított Tao Jüan-ming (Tao Yuanming) szerzősége, a mű az 5. század végén íródott.)
- Ko Hung (Ge Hong): Szellemek és halhatatlanok életrajzai (Sen hszien csuan (Shen xian zhuan))
- Ko Hung (Ge Hong): Pao-pu-ce (Baopuzi)
- Liu Ji-csing (Liu Yijing) (403-444): Tudósítások a sötétségről és a fényről (Ju ming lu (You ming lu))

## Tang-kori irodalom

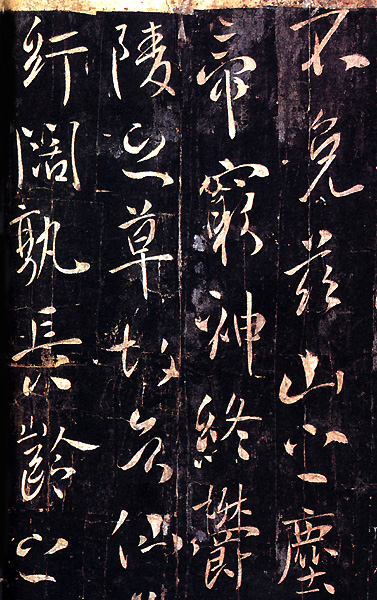
Taj-cung (Taizong) császár kősztélébe vésett kalligráfiájáról készült pacskolat

A Szuj (Sui)-dinasztia 589-ben egyesíti ismét Kínát, melyet majd három évtized múltán, 618-ban a Tang-uralkodóház vált fel. Háromszáz évre, 907-ig, Kína újra egységes és hatalmas. Az új dinasztia csakhamar virágzást teremt, s hódító hadjáratai Koreát, Vietnámot, Belső-Ázsia keleti felét a birodalom részévé teszi. A főváros, Csangan (Chang’an) lakosainak számát e korban milliónyira becsülik. Utcáin, piacterein japánok, koreaiak, ujgurok, tibetiek, vietnámiak, arabok, szírek, perzsák fordulnak meg, a konfuciánus, taoista, buddhista templomok, szentélyek mellett muszlim, maniechus, zsidó, nesztoriánus keresztény templomok sorakoznak. Egyszóval Kína hatalma soha nem látott virágzása tetőpontjára ért.
A Tang-kor igen bonyolult társadalmi kérdései legművészibben a lírában vetődtek fel, a líra nyújtott lehetőséget arra, hogy a legmegnyugtatóbb válaszokat adja. A Tang-dinasztia idején jelentkezett a legtöbb nagy kínai költő, akinek művészete nemcsak Kínában, hanem a kínai birodalom határain túl, több kelet-ázsiai országban is óriási hatást gyakorolt a későbbi korok művészetére. A mandzsu, Csing (Qing)-dinasztia elején összeállított A Tang-kor összes költeménye (Csüen Tang si (Quan Tang shi)) című monumentális gyűjtemény több mint 2 300 költő mintegy 48 900 versét tartalmazza, melyet 900 addig megjelent mű alapján gyűjtöttek össze. Mára több mint 50 000 a Tang-korban íródott költeményt ismerünk. Ez a roppant mennyiség is jól mutatja, hogy a líra a Tang-dinasztia évszázadaiban valódi aranykorát élte. A Tang-dinasztiát követő évszázadokban antológiák százai foglalták össze a korszak lírájának jelesebb darabjait. Ezek közül az első feltehetően a Birodalom Gyöngyszemei (Kuo hsziu ji (Guo xiu ji)) lehetett, melyet a Tang-dinasztia közepén jelentettek meg, és amely mintegy 90 költő 220 versét tartalmazza. A leghíresebb Tang-kori antológia azonban A Tang-kor háromszáz verse, amelynek összeállítása a tudós Szun Csu (Sun Zhu) (1711-1778) nevéhez fűződik, és első ízben 1764-ben látott napvilágot. Szun Csu (Sun Zhu) gyűjteménye összeállításakor a Dalok Könyve mintáját követte.
A megelőző átmeneti korszak nyelvészeti és esztétikai felfedezéseinek továbbfejlődéseképpen a Tang-kori költők és esztéták szigorú verselési szabályokat dolgoztak ki a líra számára. A régi, szerintük szabadabb ritmusú verseléssel szembeállítják az „új stílus” (hszin-ti (xinti)) kötöttebb versformáit. A különféle szabályok közül a legfontosabb az, amely – Sen Jüe (Shen Yue) korábbi felfedezése alapján, miszerint a kínai nyelv négy szótaghangkejtést tartalmaz – megkívánja a verstől, hogy annak ritmusát az ún. „sima” (ping 平) és „görbe” (cö (ze) 仄) zenei tónusú, szótaghanglejtésű szavak szabályos váltakozása hordozza. A verssorok szótagszáma a Jüe-fu (Yuefu) verseinek alapján továbbra is elsősorban öt és hét. A tónusváltakozásra vonatkozóan számtalan öt- illetve hétszótagos ritmusképletet dolgoztak ki. A tónusváltakoztatás alapvető voltát mutatja az is, hogy még a különféle rímszabályokban is nagy szerepet kap: csak bizonyos tónusú rímek lehettek igazi rímek a versben. A verstani szabályok kidolgozása nem a líra megmerevedését okozta, hanem ellenkezőleg, a korábbi korok béklyóiból kiszabadulva lehetővé vált egy saját harmonikus forma megteremtése.
A Tang-kor lírájának tekintetében általában négy nagyobb korszakot szokás megkülönböztetni:
- Korai Tang-kori (Csun Tang (Zhu Tang) 初唐)
- Virágzó Tang-kori (Seng Tang (Sheng Tang) 盛唐)
- Középső Tang-kori (Csung Tang (Zhong Tang) 中唐)
- Késő Tang-kori (Van Tang (Wan Tang) 晚唐)

A Tang kor költészetét és annak kiemelkedőbb alakjainak bemutatásakor a továbbiakban, mi is ezt a kategorizálást követjük.

### Korai Tang-kor
A Tang-dinasztia első századában (nagyjából a 7. században) a líra még az átmenet jegyeit mutatja. E korszak legkiemelkedőbb művészeit a „Korai Tang-kor négy kiválósága” (Csu Tang sze csie (Chu Tang si jie) 初唐四杰) néven szokás emlegetni, akik a korábbi idők végsőkig kifinomult, emelkedett modorában írtak. Ide tartoznak: Vang Po (Wang Bo) (649-676), a korszak egyik legtermékenyebb költője, aki állítólag 25 kötetnyi verse volt, melyből ma 16-ot ismerünk, Jang Csiung (Yang Jiong) (650-?), Lu Csao-lin (Lu Zhaolin) (635-689) és Lo Pin-vang (Luo Binwang) (640-684).
Vang Csi (Wang Ji) (585-644) nem tartozik a „négy kiválóság” körébe, mégis a korszak egyik legismertebb, legkiválóbb költője, aki friss, életteli stílusával egyéni, jellegzetes költői nyelvezetet alkotott.
A korai Tang-kor jelesebb költői között meg kell még említeni Sang-kuan Ji (Shangguan Yi) (?-664) nevét, aki a fontos kínai ritmustényező, a gondolatritmus jellegű „párhuzamosság” hat fajtáját és a verssorok párhuzamosságának nyolc fajtáját különböztette meg egymástól, ő maga pedig költőként olyannyira csiszolt és tetszetős stílust produkál, hogy a „Sang-kuan (Shangguan)-stílus” (Sang-kuan ti (Shangguan ti) 上官體) névadójává lesz. A korszak jeles költői továbbá: Liu Hszi-ji (Liu Xiyi) (651-680?), Sen Csüan-csi (Shen Quanqi) (7. század) és Szung Cse-ven (Song Zhiwen) (?-710).
Néhány költő tudatosan szembefordul a hagyományos rutin-költészettel, ezek legkiemelkedőbb alakja Csen Ce-ang (Chen Zi’ang) (661-702).

### Virágzó Tang-kor

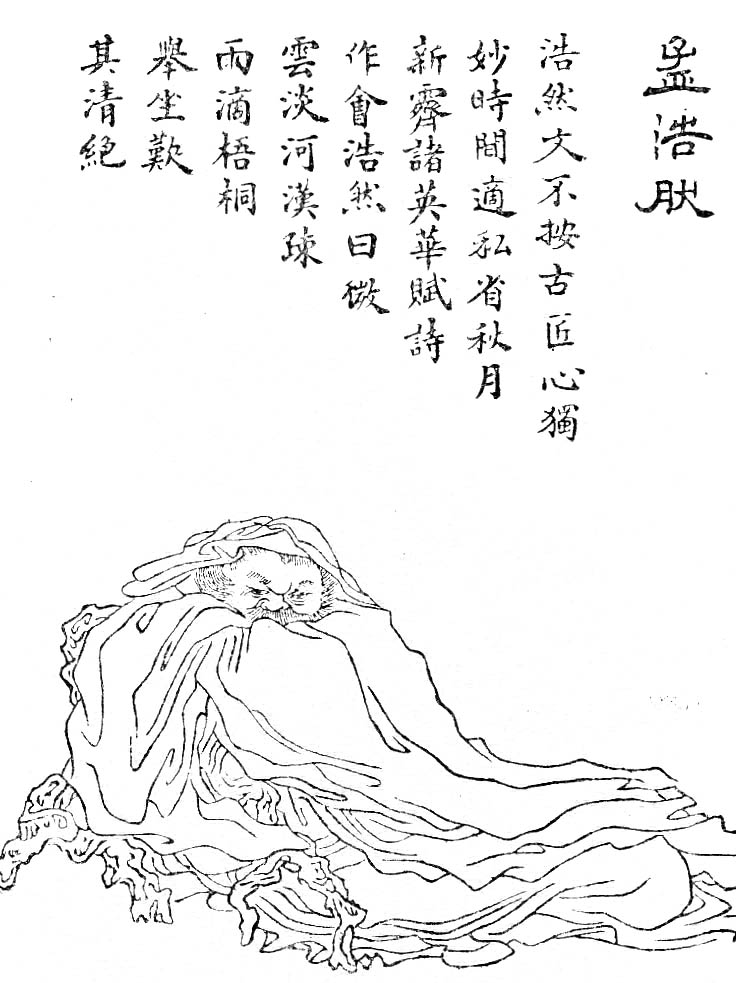
Meng Hao-zsan (Meng Haoran)

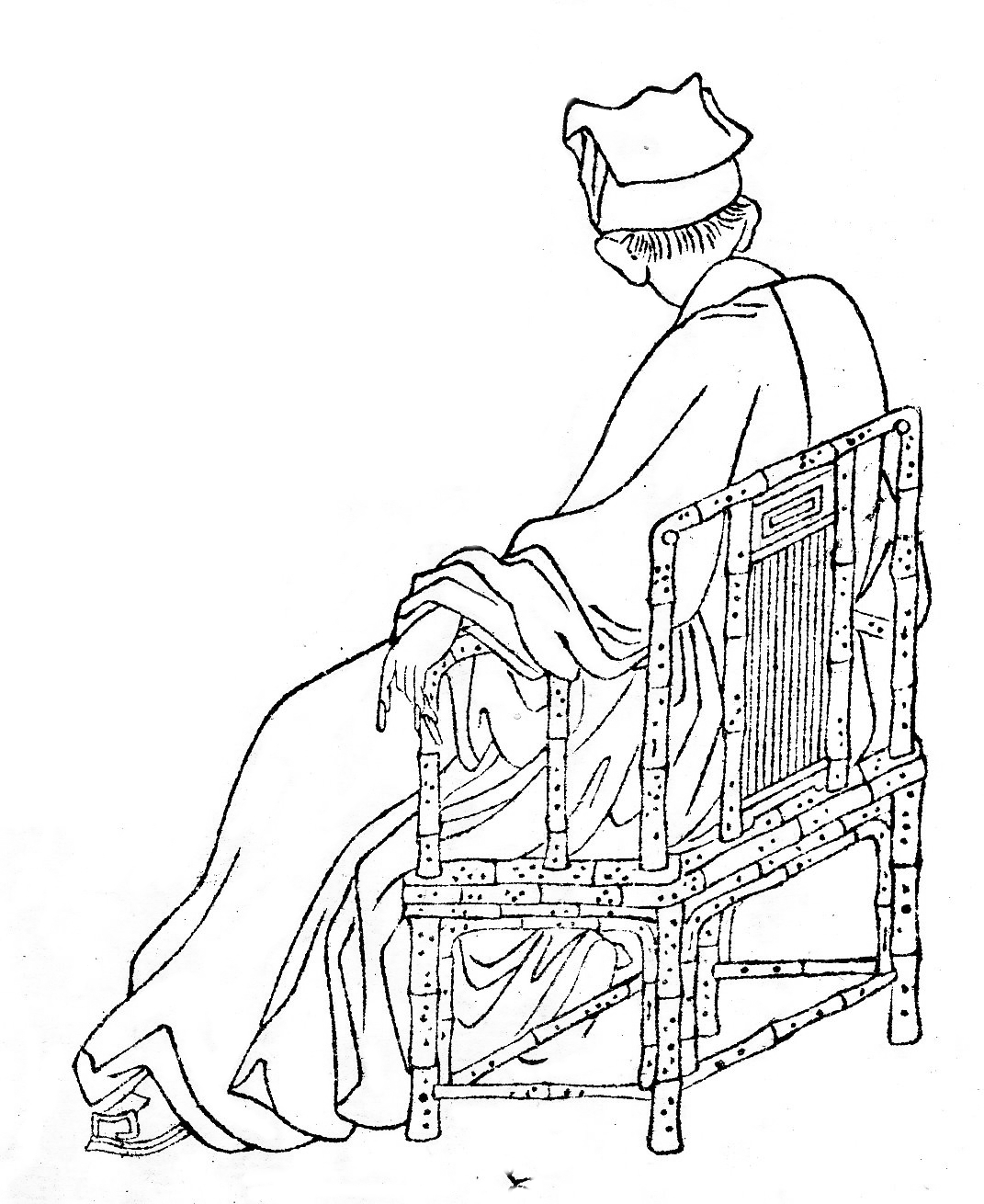
Vang Vej (Wang Wei)

A líra igazán nagy korszaka Hszüan-cung (Xuanzong) császár uralkodásának idején (713-755) kezdődik. Ez az időszak a Tang-birodalom legfényesebb, legdicsőbb korszaka, amely azonban nem mentes a belső ellentmondásoktól, a kezdődő anarchia jegyeitől. A dinasztia virágkorának a 755-ben bekövetkezett An Lu-san (An Lushan) vezette lázadás vet véget. Ezt követően a dinasztia hanyatlásnak indul, és másfél évszázados agónia után összeomlik.
A virágzó Tang-kori költők sora olyan nevekkel kezdődik, akikről ugyan megemlékezik a kínai irodalomtörténet, de műveik közel sem olyan jelentősek, verseik művészi értéke nem oly magas, hogy például a nyugati nyelvű szakirodalom említést tenne róluk. Így csupán négy költő nevét adjuk meg: Csang Csiu-ling (Zhang Jiuling) (678-740), Csang Suo (Zhang Shuo), (667-730), Ho Cse-csang (He Zhizhang) (569?-744?) és Vang Van (Wang Wan) (7. század vége, 8. század első fele).
Meng Hao-zsan (Meng Haoran) (689-740) a 755 előtti szakasznak az egyik legjelentősebb költője. A természet és a magány énekese. Finom lírai hangulataiért, példamutató erkölcsi tisztaságáért a jelentős Tang-kori költő-fejedelmek is csodálták. Ma mintegy 260 költeményéről van tudomásunk.
Vang Vej (Wang Wei) (701-761) lírája leginkább Meng Hao-zsan (Meng Haoran) költészetéhez áll közel, a nagy műveltségű, fővárosi írástudó maga is a természetfestő költészet mestere. Vang Vej (Wang Wei) udvari orvos, kiváló zenész, iskolát teremtő tájképfestő és költő volt egy személyben. Jelenleg valamivel több, mint 400 költeményét ismerjük.

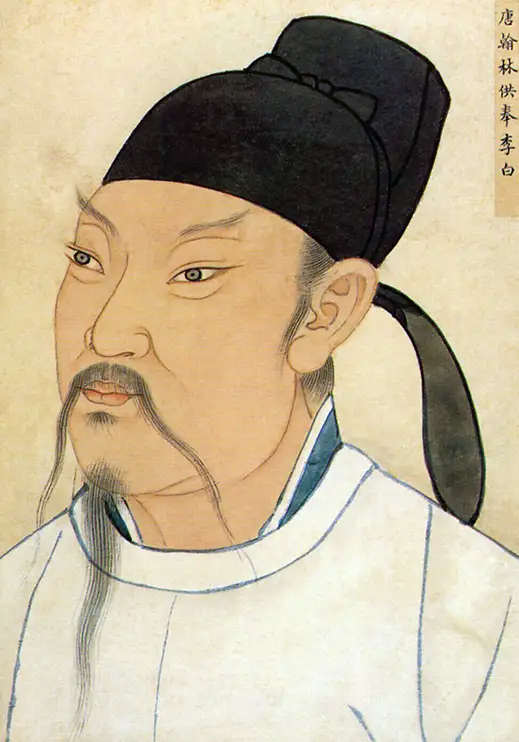
Li Paj (Li Bai)

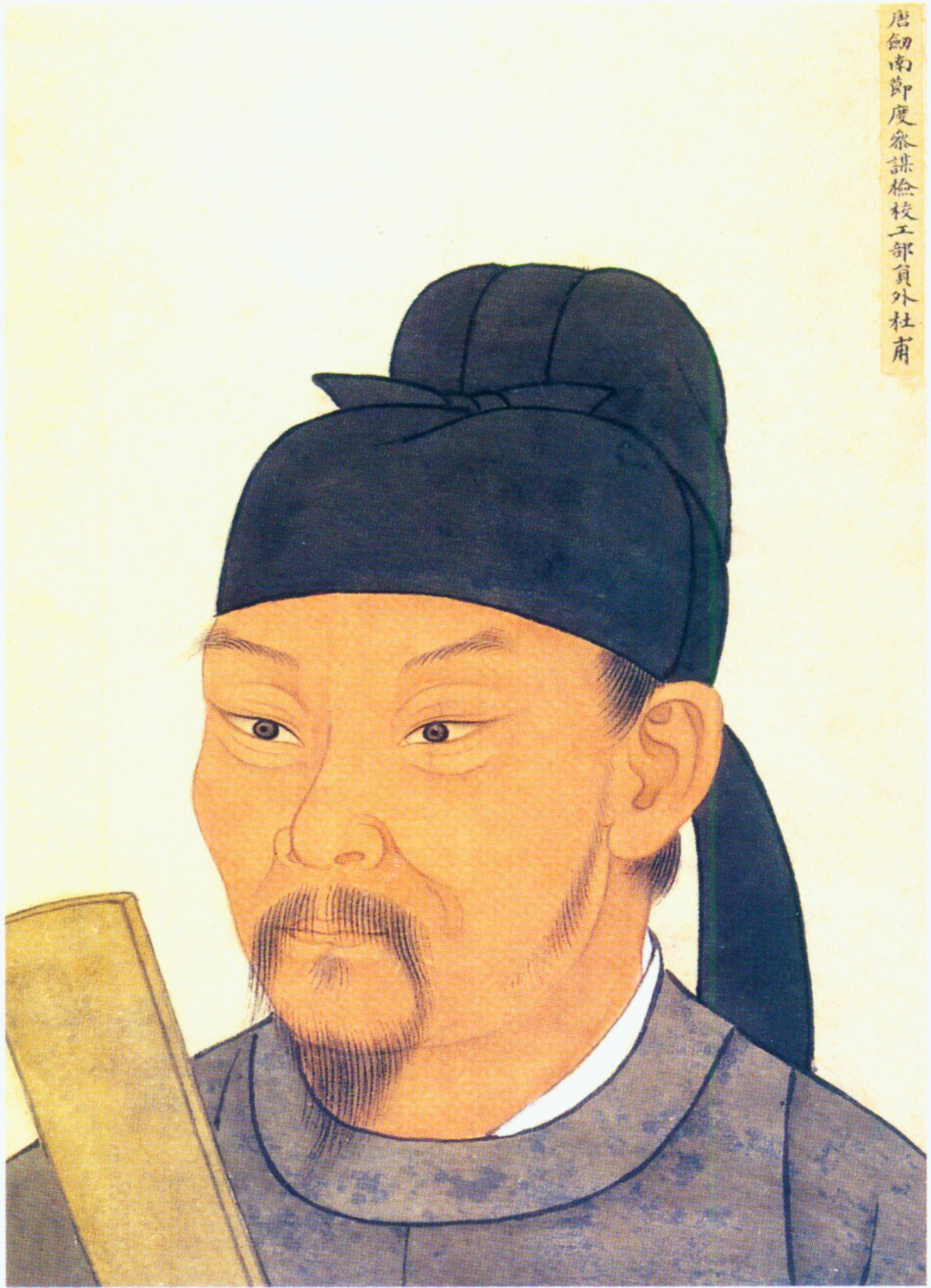
Tu Fu (Du Fu)

Az aranykor e korai szakaszának jelentősebb költői között meg kell még említeni Csu Kuang-hszi (Chu Guangxi) (706?-763?), Csang Csien (Chang Jian) (708?-765?), Cu Jung (Zu Yong) (688?-746?) nevét is, akik Meng Hao-zsan (Meng Haoran) és Vang Vej (Wang Wei) természetfestő lírájának folytatói.
Kiemelkedőbb költők voltak továbbá Vang Csang-ling (Wang Changling) (698-757), Kao Si (Gao Shi) (702-765), Cen Sen (Cen Shen) (715-770) is. Ők valamennyien szemtanúi voltak a határ menti katonaélet nyomorúságának, így költészetük jelentősebb darabjai a férfiak hadra cipeléséről, a háborúk gyötrelmeiről szólnak.
E korszak ismertebb, bár kevésbé jelentős költői voltak Vang Cse-huan (Wang Zhihuan) (688-742), Li Csi (Li Qi) (690?-754?), Cuj Hao (Cui Hao) (704?-754) és Vang Han (Wang Han) (685-735?).
Li Paj (Li Bai) (701-762) a kínai költészet egyik vitathatatlanul legnagyobb alakja. Korhely szabadságvágyának, féktelen egyéniségének, költői képalkotása merészségének, démoni természetszeretetének köszönhetően gyakran Villonnal, Percy Bysshe Shelley-vel vagy Heinével állítják párhuzamba. Rendkívül termékeny költő volt, ma kb. ezer költeményét ismerjük, életműve a kor érzésvilágának tárháza. Hatalmas ihlettel, egyszerű nyelven, természetes könnyedséggel írt verseit nagy szabadságszeretet, büszkeség, a konvenciók elleni lázadás szelleme hatja át.
Az „aranykor” másik nagy költője, Li Paj (Li Bai) kortársa és fiatalabb barátja, Tu Fu (Du Fu) (712-770) volt. Fiatal korában ő is sokat vándorolt. Költészetében több a klasszikus hagyomány, mint idős barátja verseiben. Jelentősége többek között abban áll, hogy sikeresen és magas szinten újítja fel a leíró-költészetet. Világosan látó, a társadalmi problémákra nyíltan rámutató költő, akinek életműve az epiko-lírai műfajokban gazdag.

### Középső Tang-kor
- Taj Su-lun (Dai Shulun) (732-789)
- Liu Csang-csing (Liu Changqing) (709-780)
- Vej Jing-vu (Wei Yingwu) (732-792)
- Li Ji (Li Yi) (8. század)
- Lu Lun (739-799)
- Csien Csi (Qian Qi) (710-782)
- Csi Csung-fu (Ji Zhongfu) (8. század)
- Han Ji (Han Yi) (8. század)
- Sze-kung Su (Sikong Shu) (720-790)
- Miao Fa (8. század)
- Cuj Tung (Cui Tong) (8. század)
- Hsziao Hou-sen (Xiao Houshen) (8. század)
- Li Tuan (Li Duan) (743-782)
- Vang Csien (Wang Jian) (8. század)
- Meng Csiao (Meng Jiao) (751-814)
- Csia Tao (Jia Dao) (779-843)
- Lu Tung (Lu Tong) (794-835)
- Li Ho (Li He) (790-816)

Kortársai közül Tu Fu (Du Fu) realista, társadalombíráló hagyományát a középső Tang-korban Jüan Csen (Yuan Zhen) (779-831) folytatja még színvonalas művészettel. A parasztok keserves, nehéz életének kifejezésére ekkoriban kialakul egyfajta népdalszerű költészet is, melynek kiemelkedő képviselője Csang Csi (Zhang Ji) (710-782) és Liu Jü-hszi (Liu Yuxi) (772-841), akit népies versei mellett kiváló prózai esszéi is híressé tették. A korszak jelentős költő között mindenképpen meg kell még említeni Han Jü (Han Yu) (768-824) és Liu Cung-jüan (Liu Zongyuan) (773-816) nevét is, akiknek verseik mellett a művészi esszéik is a korszak legjelesebb alkotásai.
A korszak vitathatatlanul legnagyobb költője, s egyben a Tang-kori költői fejlődés betetőzője Po Csü-ji (Bai Juyi) (772-846). Tőkei így jellemzi lírai művészetét: „Költészete – akárcsak Csü Jüan (Qu Yuan)é vagy Tu Fu (Du Fu)é – a tehetetlenségre kárhoztatott politikai cselekvésvágyból sarjad ki, mint a cselekvés egyedül lehetséges formája. A hivatalnok-rendszert így rendkívül élesen tudja bírálni...”

### Késői Tang-kor
- Tu Mu (Du Mu) (803-852)
- Tuan Cseng-si (Duan Chengshi) (803-863)
- Lo Jin (Luo Yin) (833-909)
- Tu Hszünho (Du Xunhe) (846-904)
- Pi Zsi-hsziu (Pi Rixiu) (834/840-883)
- Lu Kuj-meng (Lu Guimeng) (?-881)
- Vej Csuang (Wei Zhuang) (836-910)
- Sze-kung Tu (Sikong Tu) (837-908)
- Cseng Ku (Zheng Gu) (849-911)
- Han Vo (Han Wo) (844-?)
- Jü Hszüan-csi (Yu Xuanji) (844–869)

A 9. század közepe táján jól megfigyelhető stílus-fordulat jegyei mutatkoznak meg. Az előző korszak, fiatalon elhunyt költő, Li Ho (Li He) költészetének tendenciái folytatódnak, vagyis a választékosság gyakorta az érthetőséget, világosságot fenyegeti. Ez figyelhető meg Li Sang-jin (Li Shangyin) (812/813-858) és Ven Ting-jün (Wen Dingyun) (818-880) költészetében is.
A késői Tang-korra tehető a líra egy igen érdekes formája, a szerzetesek és remeték költészete, akik kevésbé ügyelve a merev szabályokra sok esetben élő nyelvi fordulatokat is használnak. E költészet legjelesebb képviselői például Han-san (Hanshan), Si-tö (Shide) és Feng-kan (Fenggan), akiknek versei nyugaton sokkal nagyobb hatást váltottak ki, mint Kínában.

### A konfuciánus filozófia és esszé

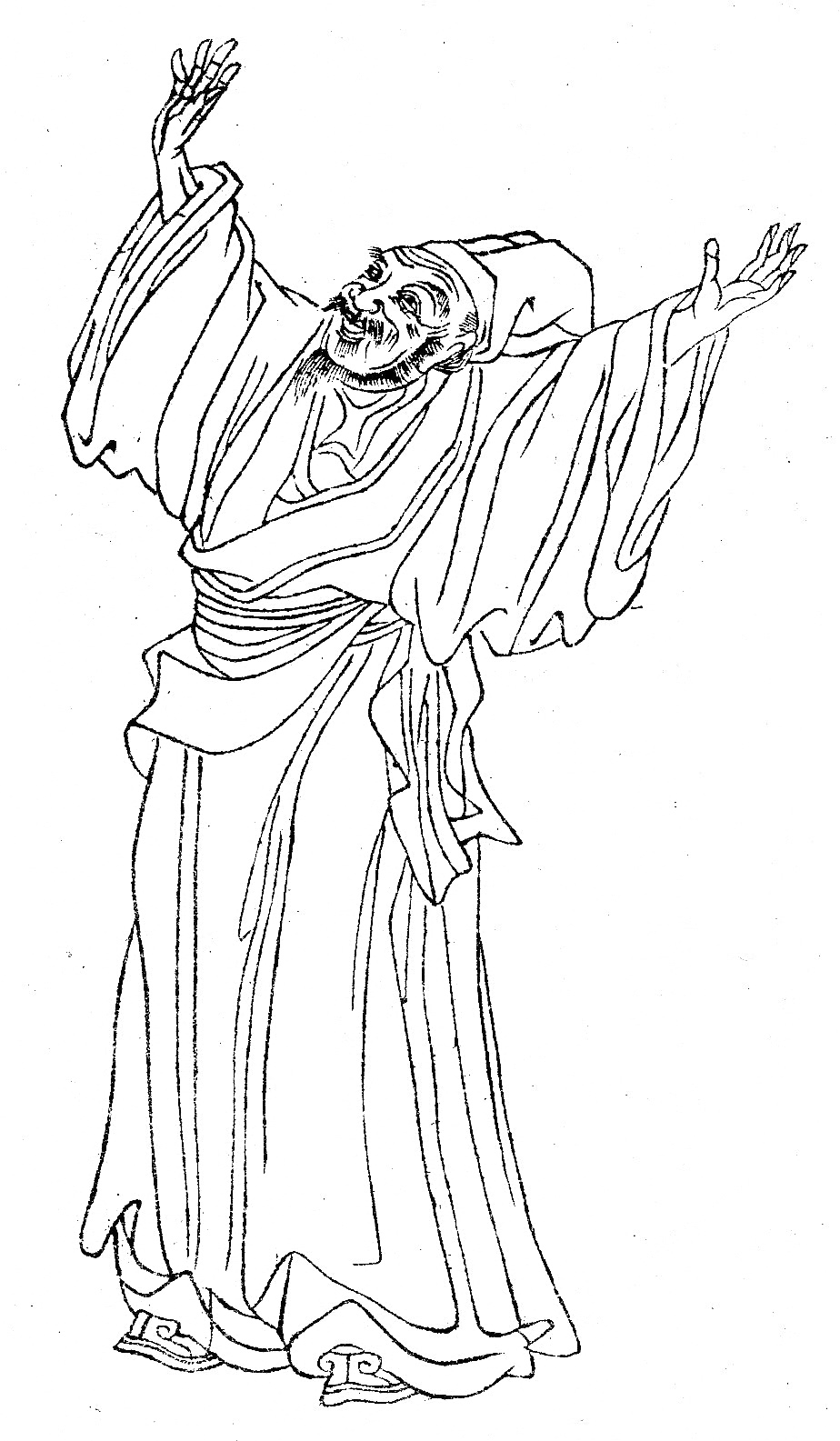
Liu Cung-jüan (Liu Zongyuan)

A Tang-korban, a buddhizmus és a taoizmus előretörésével szükségessé vált a régi konfuciánus hagyományok felülvizsgálata. Taj-cung (Taizong) császár megbízta Kong Jing-ta (Kong Yingda)t (547-648), hogy lássa el új kommentárokkal a klasszikus könyveket. 830 és 840 között kőbe vésetik a klasszikusokat, melyek töredékei a mai napig páratlan értékeknek számítanak szövegkritikai szempontból. A Tang-korban veszik kezdetét a modern értelemben vett szövegkritikai is. A császári udvarban sokáig támogatásra talált a taoizmus is, ennek köszönhetően új kommentárok születtek a taoista művekhez is. A konfuciánus írástudó elit mindvégig élesen bírálta, sőt harcolt a buddhizmus ellen. A buddhizmus egyik legjelesebb ellenzője, a költőként már említett Han Jü (Han Yu) (768-824) volt. A korszak másik kiemelkedő prózaírója, a költőként is ismert és elismert Liu Cung-jüan (Liu Zongyuan) (773-819) volt. Han Jü (Han Yu) annak ellenére jó barátságot ápolt vele, hogy ő történetesen buddhista volt. Nevükhöz fűződik a „klasszikus nyelv” (ku-ven (guwen)) megteremtése és kimunkálása.
A Tang-kor utolsó korszakában a költőként már említett Tu Mu (Du Mu) és Li Hua leírásai voltak méltán híresek.

### Az elbeszélés-irodalom
Az elbeszéléseket jelentő hsziao-suo (xiaoshuo), vagyis „kis elbeszélés” kifejezés már az ókori Kínában is létezett, ám a „kis elbeszélések” alatt kezdetben nem a rövidségüket, hanem a jelentéktelenségüket értették. A műfaj méltatlan el nem ismertsége hosszú-hosszú évszázadokig tartott. Az elbeszélés-irodalom jelentős átformálódására a buddhizmus kínai térhódítása után került sor, mikor is a buddhizmus a vallássá vált taoizmussal összefonódva új színt, új eszközöket kínált a „kis elbeszélések” számára. Így tehát a kínai novella igazi gyökereit a buddhista és taoista mesékben találjuk, hiszen az indiai és belső-ázsiai eredetű buddhista mesék és a kínai folklór táplálta taoista irodalom a maga fantasztikus alakjaival, jelenségeivel a csodák, a természetfeletti gondviselés által próbált vigaszt nyújtani egy-egy kilátástalan korban a reményvesztett hallgatóságnak.
Az elbeszélés-irodalom fölemelkedése a Tang-dinasztia idejére tehető, a mellőzött műfaj ekkor végre irodalmi színvonalra emelkedhetett. Ennek az elbeszélés-irodalomnak az alapja az a pezsgő városi élet, amilyen Kínában azelőtt, de abban az időben sehol a világon nem létezett. Az elbeszélések szerzői a legtöbb esetben városi, fővárosi hivatalnokok vagy éppen a vizsgákra készülő fiatal írástudók voltak. A fölvirágzó városi műveltség egészébe szervesen illeszkedett a birodalomba özönlő idegen kereskedők, kézművesek, a piacterek mutatványosai a fogadók kurtizánjai és a hivatalnokvizsgák sikere vagy éppen kudarca inspirálta elbeszélések, amelyek népmesék vagy kalandos történetek témáit dolgozták fel művészi igénnyel.
A számos Tang-kori elbeszélés gyűjtemény közül ki kell emelni Pej Hszing (Bei Xing) (9. század) nevét, akinek gyűjteménye nem csupán a Tang-dinasztia végének legkiválóbb alkotása, de a műfaj névadója is. A Tang-kori elbeszélések neve: „különös történetek” (csuan-csi (chuanji) 傳奇 / 传奇). A Song-kor irodalmárai jelölték meg így a Tang-kor elbeszélés-irodalmát, s ezt az elnevezést bevallottan Pej Hszing (Bei Xing) gyűjteményének címéből kölcsönözték.

## Song-kori irodalom

### A neo-konfucianizmus megszületése

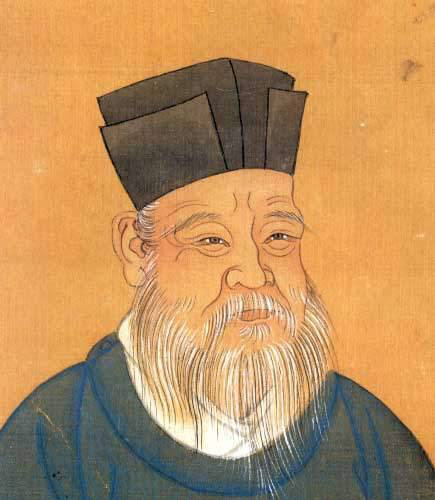
Csu Hszi (Zhu Xi)

A korban felismerik, hogy a konfucianizmus egyre drasztikusabb reformokra szorul, ha meg akarja őrizni vezető, sőt hegemón szerepét a kormányzásban, mint központi ideológia. A kiéleződő ideológiai küzdelmek eredményeképpen kialakul az úgy nevezett „neo-konfucianizmus”, amely így már biztosítani tudja a hivatalos állami ideológia szerepét Kínában egészen a császár kor végéig.
A neo-konfucianizmus irodalmi előfutárának a Tang-korban megindult, bátor szellemű kommentár-irodalmat tekinthetjük. A Szung (Song)-korban a klasszikus művek kommentálása még nagyobb lendületet vett, példának okáért sok, addig hitelesnek tartott szövegről mutatták ki, hogy apokrif vagy későbbi kompiláció. Vang An-si (Wang Anshi) (1021-1086) 1075-ben rendeletet alkot arról, hogy az ő értelmezései tekintendők hitelesnek. A három klasszikus könyv új értelmezése (Szan csing hszin-ji (San jing xinyi)) című művében a Dalok könyve, az Írások könyve és a Zhou szertartási szerepel. Az ő értelmezéseinek egyik jeles ellenzője volt Sze-ma Kuang (Sima Guang) (1019-1086), akinek a Kormányzók számára való vezető tükör (Ce cse tung csien (Zi zhi tong jian)) című műve rendkívül értékes történeti mű.
A megújuló konfucianizmus első nagy filozófusai Csou Tun-ji (Zhou Dunyi) (1017-1073) és Csang Caj (Zhang Zai) (1020-1077), akik számos filozófiai kérdésre eredeti materiális jellegű válaszokkal szolgáltak.
A konfucianizmus Szung (Song)-kori alakításában jelentőse szerepe volt a Cseng (Cheng) testvérpárnak,Cseng Hao (Cheng Hao)nak (1032-1085) és Cseng Ji (Cheng Yi)nek is.
A konfucianizmus Szung (Song)-kori fejlődésének betetőzője, az átfogó neo-konfuciánus rendszer megteremtője Csu Hszi (Zhu Xi) (1130-1200) volt. Hatalmas életművet hagyott hátra. A kommentár-irodalom és a filológia nagy eredményei fűződnek a nevéhez. Az úgynevezett Négy könyv az ő munkásságának köszönhetően válik a konfuciánus etika alapjává. Filozófiailag és filológiailag egyaránt igen értékes kommentárokkal látta el, az ókori kínai irodalom és filozófia legjelesebb műveit.

### A líra utolsó nagy korszaka
- Jang Ji (Yang Yi)
- Csien Vej-jen (Qian Weiyan)
- Liu Jün (Liu Yun)
- Lu Ju (Lu You)
- Jang Van-li (Yang Wanli)
- Csao Csung-cse (Chao Chongzhi)
- Fan Cseng-ta (Fan Chengda)
- Fan Csung-jen (Fan Zhongyan)
- Jüe Fej (Yue Fei)
- Mi Fu
- Hua-zsuj Fu-zsen (Huarui Furen)
- Csiang Kuj (Jiang Kui)
- Li Hou-csu (Li Houzhu)
- Liu Ko-csuang (Liu Kezhuang)
- Mej Jao-csen (Mei Yaochen)
- Csien Csu (Qian Chu)
- Sao Jung (Shao Yong)
- Sen Kuo (Shen Kuo)
- Szung Csi (Song Qi)
- Vang An-si (Wang Anshi)
- Vang Jü-cseng (Wang Yucheng)
- Caj Hsziang (Cai Xiang)
- Hszin Csi-csi (Xin Qiji)
- Ceng Kung (Zeng Gong)
- Csang Csu (Zhang Zhu)

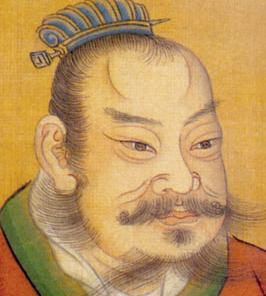
Szu Si (Su Shi)

A Tang-kor végén a költészetben megjelent a népi eredetű ce (ci) verselés, amelyet leginkább az különböztetett meg a Tang-korban általánosan elterjedt si (shi)től, hogy ennél nem a kész versek előadásához improvizáltak dallamokat, hanem megadott dallamokra szerezték a verseket. Jól lehet, a si (shi) verselés nem vész el a Szung (Song)-kor folyamán, de a líra megújulását mindenképpen a ce (ci), vagyis a „dalvers” uralomra jutása segíti elő. A ce (ci) verseket kezdetben valóban énekelve adták elő, ám mihelyt kidolgozták a versforma új szabályait, az eredeti dallamok már csak a különféle ce (ci)-versek elméleti alapját képezték, és elhagyták az éneklést. Ezzel párhuzamosan a kezdetben igen rövid, néhány sorból álló dalszerű verselési mód hosszabbá, sőt gyakorlatilag szabad terjedelmű formává (man-ce (manci)) változott. E műfaj jelentős korabeli költője Liu Zsung (Liu Rong) (11. század közepe) volt, aki beszélt nyelven írt verseivel aratott nagy sikert.
A ce (ci) legnagyobb, egyben a kínai líra egyik legnagyobb költője Szu Si (Su Shi) (1036-1101) volt, aki ezt a versformát kiszabadította a merev szabályok kötelékéből, elszakította a dallamtól és minden tekintetben a Tang-kor költőinek verseléséhez közelítette.
Hasonló bravúros technikát sajátított el a korszak kiváló költőnője, Li Csing-csao (Li Qingzhao) (kb. 1084-1151) is.
A Szung (Song)-korban a ce (ci) fejlődésével párhuzamosan a si (shi) verselés is kiemelkedik a formalizmusból. Ennek jelentős képviselője Ou-jang Hsziu (Ouyang Xiu) (1007-1072) volt.

### A széppróza és az epikai költészet

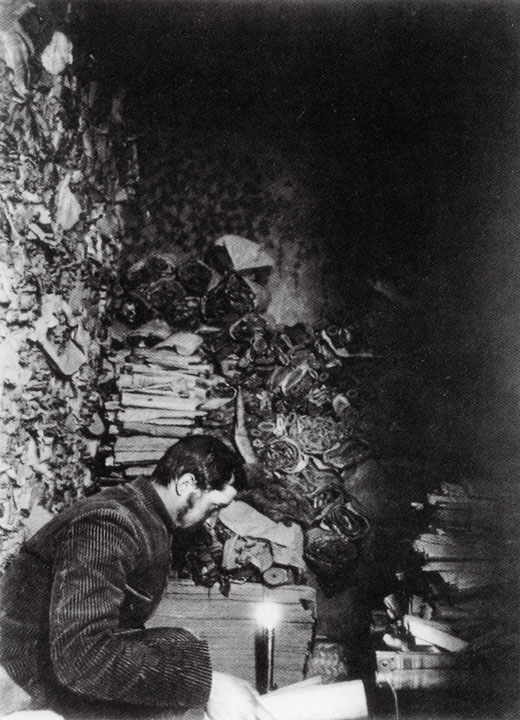
Paul Pelliot a tunhuang (dunhuang)i barlangtemplomok francia feltárója kéziratokat tanulmányoz az egyik, Mo-kao (Mogao) nevű barlangban

A Szung (Song)-korban ismét nagy lendületet kap a „régi próza” stílusában írt esszék irodalma. Tőkei szerint: „most sokkal tovább mennek a közérthetőség, világosság dolgában, mint a Tang-kori prózaírók. Az alakulóban levő neo-konfucianizmus céljainak megfelelően, hogy ti. a buddhista propaganda eredményesebb harcot vívhassanak, a Szung (Song)-kori szerzők egyre inkább közelednek a beszélt nyelv, sőt a népnyelv egyszerűségéhez. Ezzel pedig nemcsak hatásosabb, hanem élőbb is lesz a próza nyelve, kiszabadulván a klasszikus írott nyelv merevségéből, amelynek kifejezési módja vagy túlságosan absztrakt-prózai, vagy cikornyásan-formalista.” A kor legnagyobb prózaírójának Ou-jang Hsziu (Ouyang Xiu)t tekintik, de költészet mellett a prózairodalomban is kiemelkedőt és maradandót alkotott Szu Si (Su Shi) is. Rajtuk kívül a korszak jelentősebb prózaírói: Ceng Kung (Zeng Gong) (1019–1083), Vang An-si (Wang Anshi), Szu Hszün (Su Xun), Szu Csö (Su Zhe), Fan Cseng-ta (Fan Cheng Da) és a Lu Ju (Lu You).
A beszélt nyelvű elbeszélés előzményei szintén a Tang-korban keresendők. Az egykori nyugati határvárosból, Tunhuang (Dunhuang)ból származnak azok a Tang-korban született kéziratos tekercsek, melyek közül igen sok elbeszéléseket tartalmaz. A buddhista és világi témájú történetek nyelve már a korabeli beszélt nyelv, formájuk pedig a sajátos pien-ven (bianwen), amelynek lényege a verses és a prózai részek váltakozása. A Tang-kori pien-ven (bianwen) elbeszélések zöme csak töredékes formában maradt fenn és kevés irodalmi értéket képviselnek.
A Szung (Song)-korban nagy lendületet vett a mese műfaja is. A korabeli mesemondókról kevés biztos forrás maradt fenn, de annyit lehet tudni, hogy több fajtájuk létezett. A mesélés egyik különösen fontos formája a „történet magyarázás” (csiang-si (jiangshi)) volt, melyek előadói legendás és történelmi jeleneteket, eseményeket adtak elő. A másik forma, a (ho-seng (hesheng)) művelői párosával, vagy még többen, párbeszédes formában adták elő történeteiket. A mesélést általában pengető hangszerek kíséretével adták elő. Szung (Song)-korban ezekhez a történetekhez úgy nevezett emlékezet támogató „szövegkönyveket” hua-pen (huaben) írtak, amivel az egyszerű népi mesélést az irodalom rétegeibe emelték.
Megjegyzendő ugyanakkor, hogy a Szung (Song)-kori elbeszélések meg sem közelítik a Tang-koriak művészi színvonalát, de mégis jelentős fordulatot hoztak a prózairodalomban, hiszen az elbeszélés művészete többé nem az írástudói elit kiváltsága, hanem a városi nép által művelt műfajjá vált. Ennek köszönhetően bontakozik ki majd a kínai regény műfajai is a Ming- és a Csing (Qing)-dinasztia idején.

## Yuan-kori irodalom

### Az opera-dráma virágkora
A kínai színházművészet gyökerei minden bizonnyal az ókorban kialakult szertartásokban keresendők, melyek során megjelent a szabályokkal előírt tánc- és énekművészet. Továbbá már az ókorban is tudunk a bábjáték jelenlétéről, valamint a maszkokban előadott táncokról. A Tang-dinasztia idején Hszüan-cung (Xuanzong) császár létrehozza az úgy nevezett „Körtefakert” (Li-jüan (Liyuan) 梨园) nevű intézményt, amelynek tagjai muzsikálni, énekelni és táncolni tanultak. Előadásairól részletek nem maradtak fenn, de az intézmény nevéről hosszú évszázadokon át „körtefakert-belieknek” nevezték a színészeket. A Szung (Song)-korban divatos volt, hogy lakomák alkalmával ce (ci) dalverseket adtak elő, melynek már kifejezetten színházi jellege volt, akárcsak a piactereken előadott vásári előadásoknak. A dcsürcsi Csin (Jin)-dinasztia idején ismert volt a jüan-pen (yuanben) nevezetű szövegkönyv forma, amelyet már kifejezetten hivatásos táncosok és énekesnők számára készítettek, de sajnos ezeknek egyetlen példánya sem maradt fenn.

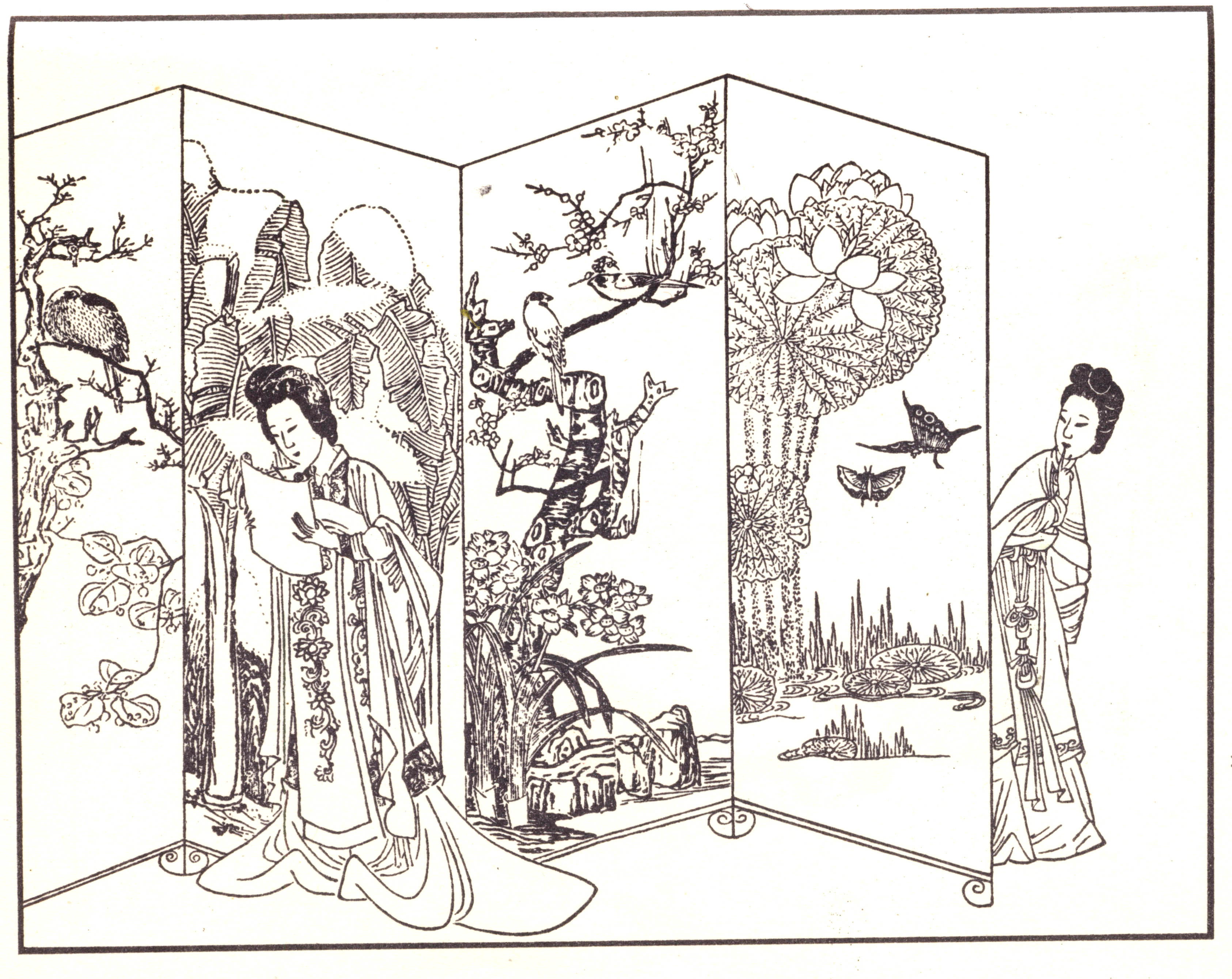
Illusztráció Vang Si-fu (Wang Shifu) A nyugati szoba c. drámájához

A mongol Jüan (Yuan)-dinasztia idején egy viszonylag igen fejlett drámairodalom bontakozik ki. Tőkei szerint: „A drámákat minden bizonnyal a színészek számára írták először, s a kialakult formák és szabályok arról tanúskodnak, hogy a színjátszásnak már bizonyos hagyományai lehettek. Más jelek, mint például az egyes szereptípusok elnevezésének homályos eredete, arra figyelmeztetnek, hogy idegen hatásokat is figyelembe kell vennünk.”
A Jüan (Yuan)-kori dráma formája a ca-csü (zaju), amit később északi drámának is neveztek. Ez a forma igen szigorú szabályok szerint épül fel, például az előírt négy felvonásban mindig csak a darab hőse, vagy hősnője énekelhet, és az ária-szövegeiben egy-egy felvonáson keresztül mindvégig nem változhat a rím. Csak kilenc szereptípusa létezett. A szövegkönyvekben soha nem a karakterek nevei, hanem csak a szereptípusok elnevezései szerepeltek. Ez a szövegkönyv-irodalom jelenti a fejlett kínai színjátszás, drámairodalom első írott emlékeit.
A jelentős számban fennmaradt Jüan (Yuan)-kori dráma egy részének nem ismerjük a szerzőjét. A feljegyzett szerzők között azonban vitathatatlanul a legjelentősebb Kuan Han-csing (Guan Hanqing) (1225-1302), aki egymaga állítólag 65 drámát írt, melyek közül tízegynéhány az egész korszak legkiválóbb alkotásai.
- Ma Cse-jüan (Ma Zhiyuan) (1250–1321)
- Paj Zsen-fu (Bai Renfu) (1226—1306)
- Cseng Kuang-cu (Zheng Guangzu) (kb. 1220-1300)

A legünnepeltebb Jüan (Yuan)-kori dráma Vang Si-fu (Wang Shifu) (1250-1307?) A nyugati szoba (Hszi hsziang-csi (Xi xiangji)) című műve.
A Jüan (Yuan)-kori drámák közül európai hírneve miatt említést érdemel Li Hszing-tao (Li Xingdao) (14. század) Krétaköre (Huj lan csi (Hui lan ji)) és az Árva a Csao (Zhao)-házból (Csao si ku-er (Zhao shi guer)) című darab, melyek közül az első Klabund, a másik pedig Voltaire L'orphelin de la Chine című tragédiájának ötletét adta.

## Ming-kori irodalom

### A regény és az elbeszélés

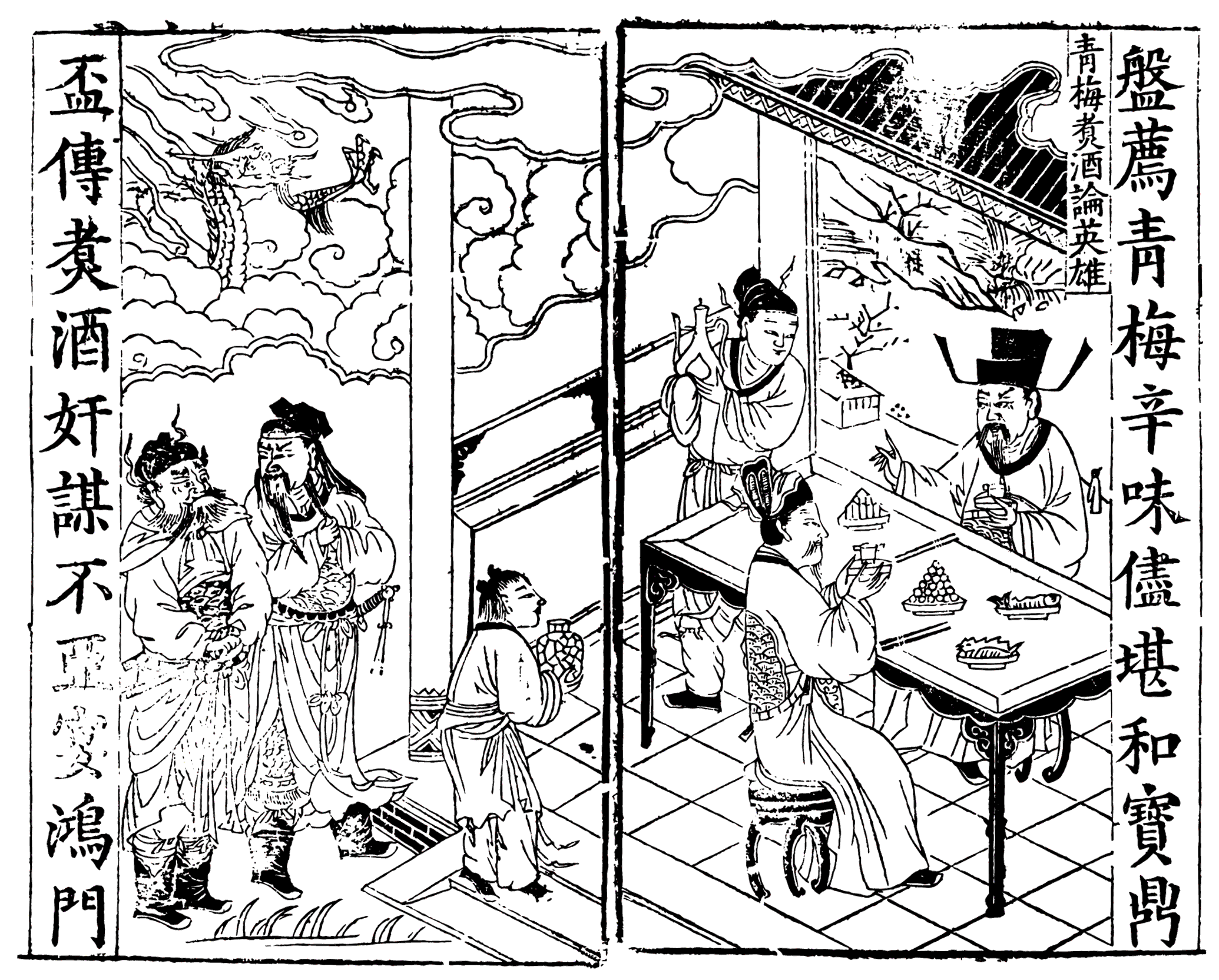
A három királyság regényes története című regény egyik illusztrációja

A Szung (Song)-kori regényszerű kezdetek után a Ming-korban megjelenik a kínai regény. A vásári mesemondók népszerű történetei fűződnek össze meglehetősen laza egységekké. Az előadások egy-egy „alkalma” (huj (hui)) lesz a regény egy-egy fejezete. Ennek ellenére ezek a nagy terjedelmű elbeszélés-ciklusok már regénynek tekinthetők, hiszen nagyepikai igénnyel készültek. Szemléletük népi, sokszor forradalmi, nyelvük a korabeli beszélt nyelv. A konfuciánus írástudó elit sohasem ismerték el hivatalosan irodalmi műfajnak, sőt némelyik regény kiadását, terjesztését, birtoklását és olvasását rendeletileg is tiltották. Tőkei szerint: „A szemlélet, a nyelv, valamint a könyvnyomtatás elterjedése a regénnyel egészen új irodalmat teremt: tömegekről tömegeknek szólót.”
A regények közül is legelőször a történelmi tárgyú regények jelentek meg. Közülük is a leghíresebb A három királyság regényes története, amelynek szerzőjeként bizonyos Lo Kuan-csung (Luo Guanzhong)ot (kb. 1330?-1400) neveznek meg. Más Ming-kori regények legfeljebb kiindulópontként vagy keretként használnak fel történelmi tényeket, maga a történés pedig költött alakok, népi csínytevők kalandjainak összefűzéséből épül fel. Az ilyen kalandorregények közül kiemelkedik Si Naj-an (Shi Naian) (1296—1372) regénye, a Vízparti történet (Suj hu csuan (Shui hu zhuan)). Ugyancsak a 16. században született Vu Cseng-en (Wu Cheng'en) (kb. 1505–1580 vagy 1500–1582) regénye, a Nyugati utazás (Hszi ju csi (Xi you ji)). A Ming-kori kiemelkedő regények közül mindenképpen meg kell említeni Az istenek birtokba helyezése vagy Istenek születése (Feng sen jen-ji (Feng shen yanyi)) című mitológiai regényt, melynek szerzője ismeretlen. A 16. század végéről származik a Ming-kor legjelentősebbnek tartott regénye, Szép asszonyok egy gazdag házban (Csin Ping Mej (Jin Ping Mei)), melynek szerzője szintén ismeretlen. A 16. század és a 17. század első felében született regények közül figyelmet érdemel még az Egy jó párválasztás története (Hao csiu csuan (Hao qiu zhuan)), amelyre Goethe és Schiller is felfigyelt.
A Ming-korban nemcsak a beszélt nyelven írt klasszikus regény, hanem a beszélt nyelven írt elbeszélés is a virágkorát éli. Tőkei ekként jellemzi a Ming-kori elbeszéléseket: „ahogyan a regény nem szakad el teljesen a mesétől, félig-meddig mese marad az elbeszélés is. A történetek igen sokszor nem fantasztikusak, hanem a való életből merítettek, de az ismeretlen szerzőknek igen ritkán sikerül valódi novella kompozíciót teremteni.” Való igaz, hogy az elbeszélések viszonylag terjedelmesek, sőt a hosszabbak már-már regénynek is tekinthetők. A számos Ming-kori elbeszélés-gyűjtemény közül a legnevezetesebb a Feng Meng-lung (Feng Menglong) (1574-1645) nevéhez köthető Mostani és régi idők csodálatos látványai (Csin ku csi kuan (Jin gu ji guan)).

### A „déli dráma”

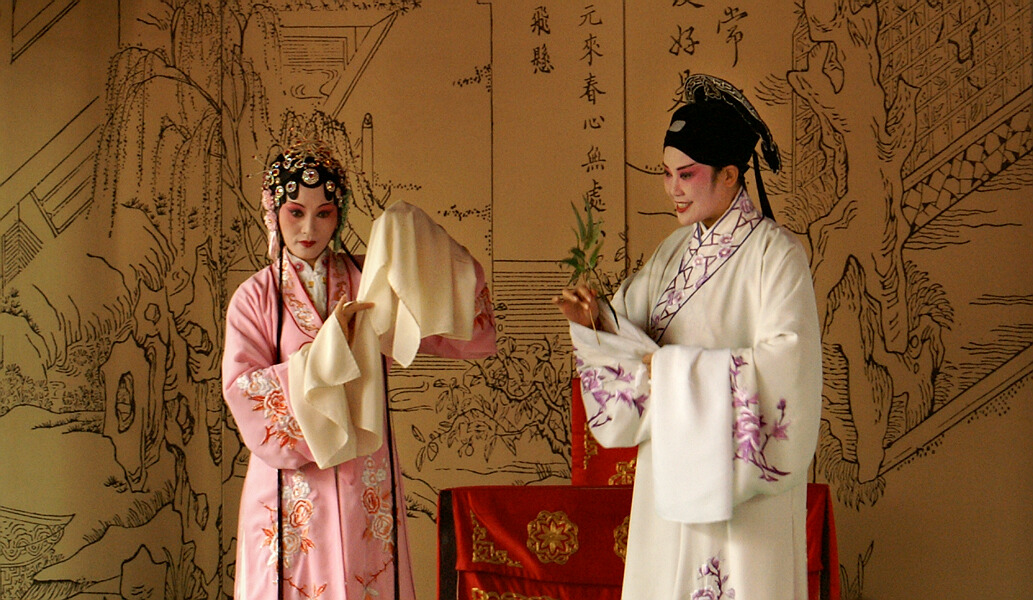
A bazsarózsa lugas című dráma egyik jelenete (modern kori előadás)

A megelőző mongol Jüan (Yuan)-kor népi hagyatékát, a dráma műfaját a Ming-kori irodalom is megőrzi, igaz, jelentősen átalakítva azt. A Ming-dinasztia idején a színjáték elsősorban az előkelők mulatságává válik. A Jüan (Yuan)-kori „barbár” „északi dráma” folytatásaként kialakul a „déli dráma”, más néven a „különös történet” (csuan-csi (chuanji) 傳奇 / 传奇). Ebben a formában már nincs megkötve a felvonások száma, amely akár több tucat is lehet. Az ária-szövegekben szabadon váltakozhat a rím, s most már nem csak a hős, hanem valamennyi szereplő énekelhet. Esztétikai és irodalomtörténeti szempontok alapján a „déli dráma” igen távol helyezkedik el az igazi drámától, darabjai nem egyebek, mint regényes és érzelmes történetek zenés-lírai előadásban. Ennek ellenére bizonyos esetekben, a szerzőknek mégis sikerült művészi színvonalra emelni egy-egy alkotást. Valamennyi Ming-kori dráma közül kiemelkedik A lant története (Pi-pa ji (Pipa ji)), amelynek szerzője Kao Ming (Gao Ming).
A 16. század első évtizedeiben Vej Liang-fu (Wei Liangfu) operaiskolát Kuan-csü (Guannju) alapított, ahol zeneszerzők segítségével az áriák és a hangszeres kíséret számára szabályokat dolgozott ki. A formai előírások ugyan jóval csiszoltabbak lettek, de a dráma művészi értékeit ez sem emelte sokban.
A Ming-kor második feléből származik a másik leghíresebb „déli dráma”: Tang Hszien-cu (Tang Xianzu) (1550-1616) A bazsarózsa lugas (Mu-tan ting (Mudan ting)) című műve.

### Költészet
- Liu Csi (Liu Ji) (1311–1375)
- Kuj Ju-kuang (Gui Youguang) (1506–1571)
- Jüan Hung-tao (Yuan Hongdao) (1568–1610)
- Kao Csi (Gao Qi) (1336-1374)
- Tu Lung (Tu Long) (1542–1605)

A Ming-korban a próza- és a dráma irodalmon kívül alig találunk más figyelemre méltó, jelentősebb szépirodalmi értéket. A korszak elején a lírikusok a Tang-kori költőket utánozzák. Tőkei szavaival: „A konfuciánus szemlélet alapján terméketlen marad még a líra is, amelynek valamit is érő művei többé nem a hivatalnok-költők írásaiban, hanem az opera-drámák és a főleg a nagy regények verses betétei közt kell keresnünk.”

## Qing-kori irodalom

### A novella és a regény fejlődésének tetőpontja

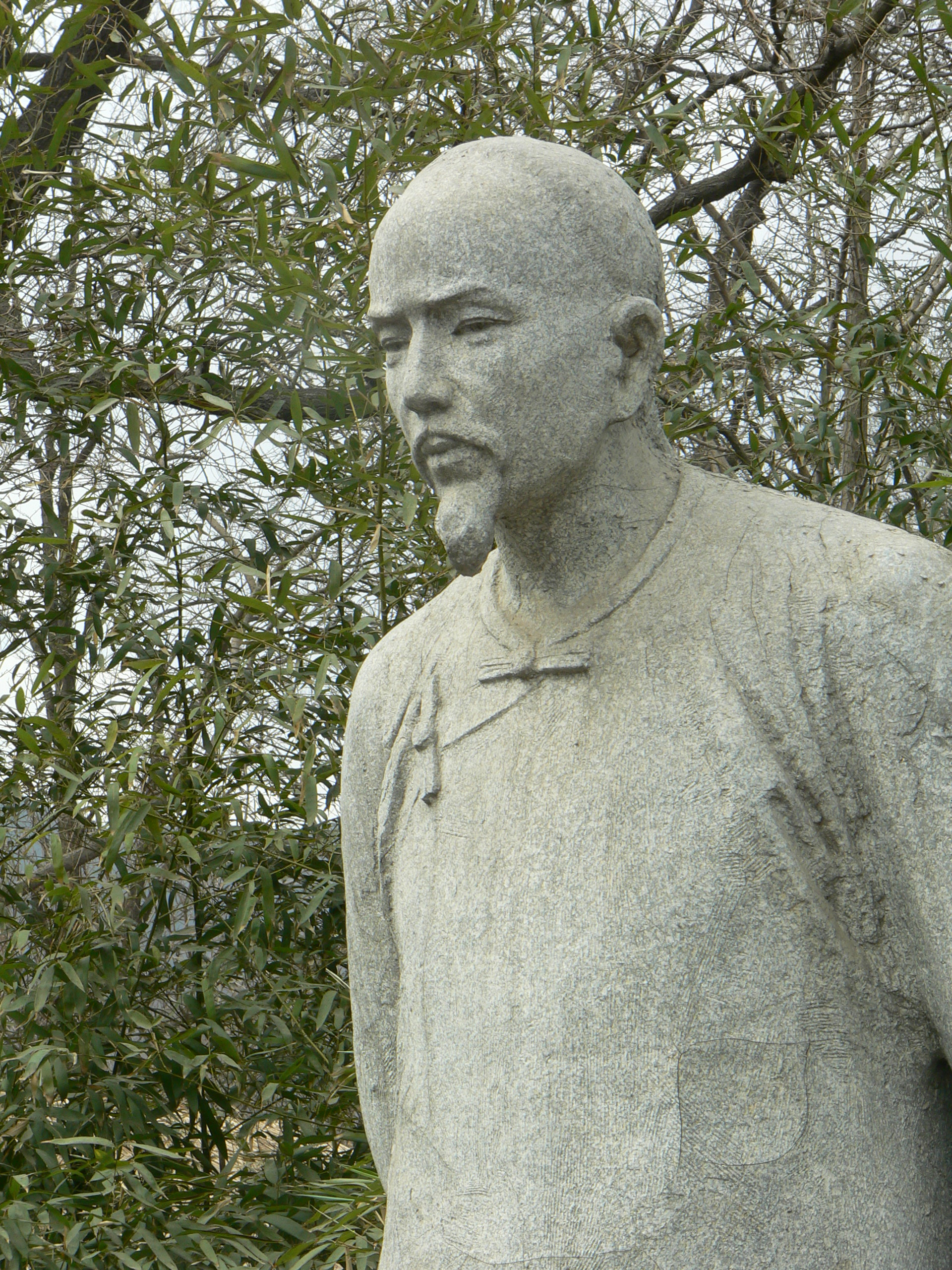
Cao Hszüe-csin (Cao Xueqin) szobra Pekingben

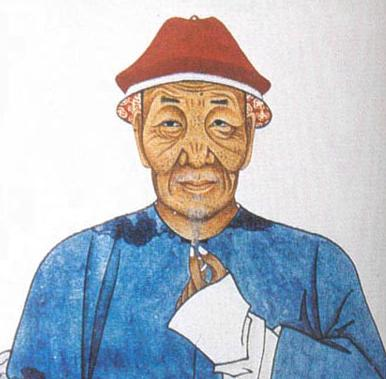
Pu Szung-ling (Pu Songling)

A klasszikus kínai elbeszélések legsikerültebb, legszínvonalasabb alkotásai a mandzsu Csing (Qing)-dinasztia uralkodásának elején íródnak, s ekkor születik a legjobb kínai regény is. Tőkei szerint: „a novella és a regény nevet is ezek a művek érdemlik meg valójában először”. A számos elbeszélés gyűjtemény közül kiemelkedik Pu Szung-ling (Pu Songling) (1630-1715) Liao-csaj furcsa történetei vagy A Csevej-lak különöse históriái (Liao-csaj cse-ji (Liaozhai zhi yi)), amely több száz novellát tartalmaz. Pu Szung-ling (Pu Songling) novelláinak nyelve nem beszélt, hanem írott nyelv, csakhogy rendkívül egyszerű és kifejező, amely a legkényesebb írástudói ízlést is kielégíti. A régebbi sinológusok előszeretettel hasonlították művészetét E. T. A. Hoffmann fantasztikus-realista módszeréhez.
A 18. század folyamán megjelennek a mély társadalombírálatot nyújtó nagy regények is. Kiemelkedő közülük Vu Csing-ce (Wu Jingzi) (1701-1754) Az írástudók (Zsu-lin vaj-si (Rulin waishi)) című regénye. A 18. század második felében pedig megszületik a klasszikus kínai regény fő műve, A vörös szoba álma (Hung lou meng (Hong lou meng)), amelynek az első 80 fejezetét Cao Hszüe-csin (Cao Xueqin) (1719-1764) írta, állítólag saját ifjúkori emlékeiből, a befejező 40 fejezetet pedig egy bizonyos Gao O (Gao E) 1791-1792-ben.
A Csing (Qing)-dinasztia idejére a regény műfaja olyannyira bebizonyította az értékét és fölényét, hogy a kényes konfuciánus ízlés sem tudja többé semmibe venni. Most már konfuciánus írástudók is írnak regényeket, sőt kezdetét veszi a régi regények filológiai vizsgálata is.

### A dráma

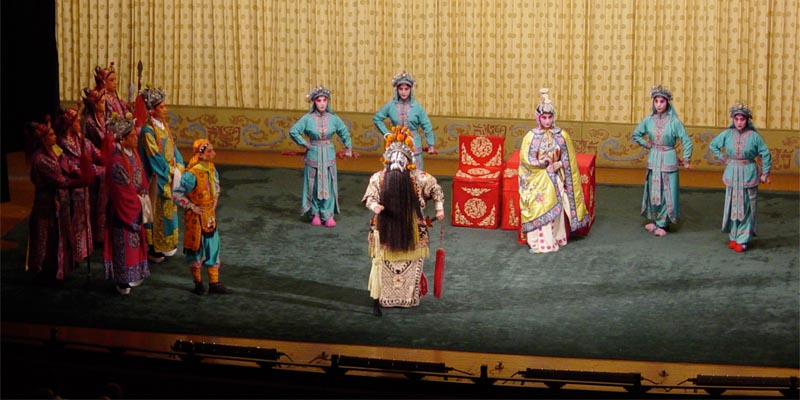
Jelenet egy pekingi opera előadásból

A Csing (Qing)-kori opera-dráma folytatja a Ming-kori csuan-csi (chuanqi) hagyományait, s ebben a formában néhány jelentős művet is képes felmutatni. Mindenekelőtt az opera-dráma felfrissítésére törekedett Li Jü (Li Yu) (1611—1680), akinek leghíresebb drámagyűjteménye, a Tízféle dráma (Si csung csü (Shi zhong qu)) főképpen szerelmi komédiákat tartalmaz., és arról tanúskodik, hogy szerzőjük a népi színjátszáshoz fordult. Könnyed és szórakoztató modorban írta darabjait, így fiatalítva meg a „déli dráma” formáját.
A mandzsu-kori dráma fő műve azonban vitathatatlanul Kung San-zsen (Kong Shangren) (1648 – 1718) Őszibarackvirágos legyező (Tao hua san (Tao hua shan)) című történelmi drámája. Mellette igen híres volt, mind a mai napig méltán népszerű Hung Seng (Hong Sheng) (1650-1704) Az örök élet palotája (Csang seng tien (Chang sheng dian)) című ugyancsak történelmi ihletettségű szerelmi drámája.
A 18. század végén az opera-drámának véget ér az aranykora, a kun-csü (kunqu) műfajában már nem alkotnak semmi színvonalasat. A műfaj átadja helyét egy új népi színjátszásnak, amelyből lassan kialakul a ma általában „klasszikus színháznak” nevezett pekingi opera formája. Ezt a népi eredetű színjátszást a mozdulatok, az arcfestés stb. nagymértékű stilizáltsága jellemzi, de mindmáig elválaszthatatlan eleme, mintegy védjegye a látványos akrobatika is. A mandzsu-korban a színjátszás ezen új formája jelentősebb alkotást nem tud felmutatni.

### A költészet

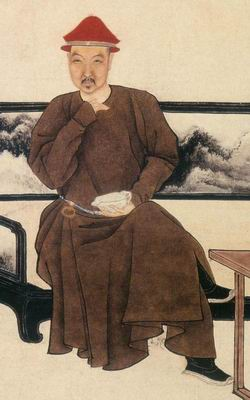
Na-lan Hszing-tö (Nalan Xingde)

A Csing (Qing)-kori lírikusok nagy száma nem áll arányban verseik művészi értékével. Kevés kivétellel a Tang- és a Szung (Song)-kori lírikusokat utánozzák, kevés sikerrel. A dinasztia első éveiben a tudós Ku Jen-vu (Gu Yanwu) (1613-1682) még egyszerű, mesterkéltség nélküli verseket ír a Ming-dinasztia bukása miatt érzett fájdalmától inspirálva, később azonban a verselés már csak inkább tudós játszadozás, üres virtuózkodássá silányul. Az egész korszakból az irodalomtörténet csupán egyetlen jelentősebb költőt emel ki: Na-lan Hszing-tö (Nalan Xingde) (1655-1685), aki ce (ci) dalversekben énekelte meg felesége halála miatt érzett bánatát.
Mao Csi-ling (Mao Qiling) (1623-1716) értekezéseket is ír a ce (ci)-verselésről. A költőként is ünnepelt Vang Si-csen (Wang Shizhen) (1634-1711) költészetelmélete miatt érdemel figyelmet, kifejtette ugyanis, hogy a Tang-, a Szung (Song)- és a Jüan (Yüan)-kori költőket érdemes, sőt kell utánozni, a verselés legmagasztosabb eszménye pedig a tiszta és választékos „isteni rím” (sen jun (shen yun) 神韵). Később Jüan Mej (Yuan Mei) (1716-1797) arról értekezett, hogy a költészetnek nincs szüksége semmilyen elméletre, merthogy annak szabadon kell kifejeznie az emberi érzelmeket.